# 4-6-0
Según la notación Whyte para la clasificación de locomotoras de vapor por la disposición de ruedas, una 4-6-0 es una máquina que tiene cuatro ruedas delanteras en dos ejes pertenecientes al bogie frontal, y otras seis ruedas motrices acopladas en tres ejes, careciendo de ruedas traseras.
A mediados del siglo XIX, esta disposición de ruedas se convirtió en la segunda configuración más popular para las nuevas locomotoras de vapor en los Estados Unidos, donde este tipo se conoce comúnmente como diez-ruedas ("ten-wheeler" en inglés). Como locomotoras que tiraban de trenes de vagones de pasajeros ligeros totalmente de madera desde 1890 hasta la década de 1920, eran excepcionalmente estables a velocidades cercanas a 100 millas por hora (160,9 km/h) en los trazados de pendientes suaves entre Nueva York y Chicago del Ferrocarril Central de Nueva York y en la línea del Ferrocarril de Reading entre Camden y Atlantic City a través de Nueva Jersey.

## Clasificaciones equivalentes
Otras clasificaciones equivalentes son:
|  | - Clasificación UIC: 2C (también conocida como clasificación alemana y clasificación italiana) - Clasificación francesa: 230 - Clasificación turca: 35 - Clasificación suiza: 3/5 - Clasificación rusa: 2-3-0 |

## Tipos generales

### Locomotoras ténder
Durante la segunda mitad del siglo XIX y la primera mitad del siglo XX, se construyó un gran número de locomotoras del tipo 4-6-0 para el servicio de pasajeros y para el tráfico mixto. Una extensión natural de la disposición de ruedas 4-4-0 Americana, el bogie delantero de cuatro ruedas brindaba una buena estabilidad a gran velocidad y permitía sostener una caldera más larga, mientras que la falta de ruedas traseras proporcionaba un elevado peso adherente.
El principal problema de este tipo de máquinas era el pequeño tamaño de la cámara de combustión, lo que limitaba su potencia. En el servicio de pasajeros, finalmente fue reemplazado por el tipo 4-6-2 Pacific, cuyo bogie trasero le permitía transportar una cámara de combustión mucho más grande. Sin embargo, Prusia y Sajonia pasaron directamente al tipo 2-8-2 Mikado; mientras que Karl Gölsdorf invirtió el tipo 2′C1 Pacific al tipo 2-6-4 Adriatic para acomodar una cámara de combustión aún más grande y obtener una mejor inscripción en las curvas. Para el servicio de carga, la adición de un cuarto eje motriz supuso la creación del tipo 4-8-0 Mastodon, que no era habitual en América del Norte, pero que se hizo muy popular para el ancho del Cabo en el sur de África.

### Locomotorastanque
La versión de locomotora 4-6-0T con depósito de agua incorporado era un tipo mucho menos común. Se usó para el transporte de pasajeros durante la primera década del siglo XX, pero pronto fue reemplazada por los tipos 4-6-2T Pacific, 4-6-4T Hudson y 2-6-4T Adriatic, en las que era posible instalar fogones con parrillas más grandes. Durante la Primera Guerra Mundial, el tipo también se usó en los ferrocarriles militares de vía estrecha.

## Uso

### Angola

#### Ancho de El Cabo

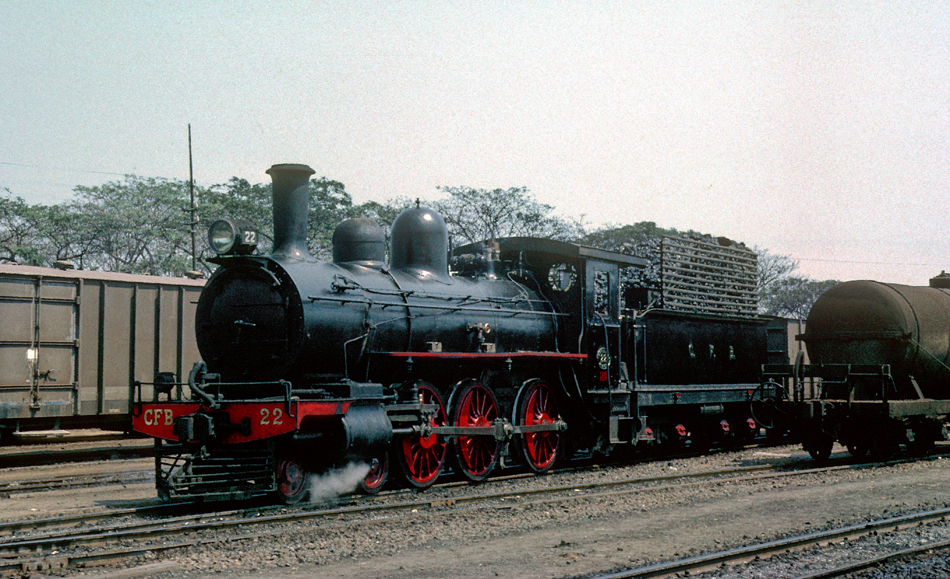
Ex CGR Clase 6th n.º 218, CFB n.º 22, en Benguela (1972)

En 1907, se vendieron cinco locomotoras de la Clase 6th propiedad de los Ferrocarriles del Gobierno de El Cabo al Ferrocarril de Benguela (CFB) en Angola, que empleaba vías de 3 pies 6 plg (1067 mm). Entre ellas figuraba una de las Dübs construidas en 1897; y dos Neilson and Company y dos Neilson, Reid and Company construidas en 1897 y 1898 (véase también Sudáfrica - Ancho de El Cabo)
A mediados de la década de 1930, con el fin de facilitar el mantenimiento, se realizaron modificaciones en los estribos y los frenos de las locomotoras CFB. El primero cambio implicó montar los estribos más altos, eliminando así los carenados de las ruedas motrices. Esto le dio a las locomotoras una apariencia mucho más estadounidense que británica.

#### Vía estrecha
En abril de 1951, se compraron tres locomotoras de la Clase NG9 a los Ferrocarriles de Sudáfrica para los Caminhos de Ferro de Moçâmedes (CFM). Fueron puestos en servicio en el Ramal da Chibía, un tramo con vías de 600 mm (1' 113/5") de ancho que recorre 116 kilómetros (72 mi) entre Sá da Bandeira y Chiange. Se sabe que las locomotoras se abandonaron en las cocheras de Sá da Bandeira en 1969, y que el ramal en sí se cerró en 1970 (véase también Sudáfrica - Vía estrecha).

### Bechuanalandia
En 1897, los Ferrocarriles del Gobierno de El Cabo (CGR) encargaron tres locomotoras Clase 6 4-6-0 a  Neilson and Company para su uso en la nueva línea  Vryburg a Bulawayo de la incipiente Compañía del Ferrocarril de Bechuanalandia (BR). La línea a través de Bechuanalandia todavía estaba en construcción y era operada por la CGR en nombre de la BR en ese momento. Las locomotoras finalmente fueron devueltas a la CGR.

### Canadá
Alrededor de 1912, el Ferrocarril del Este de Algoma en Ontario, Canadá, adquirió la Baldwin Locomotive Works #20272, una 4-6-0, que había sido construida en 1902. La locomotora fue desechada en 1927.
Además de varios de los ferrocarriles más pequeños del país, los dos ferrocarriles más grandes de Canadá, el Canadian National Railway y el Canadian Pacific Railway, también emplearon máquinas del tipo 4-6-0, algunas de las cuales se han conservado. Entre los ejemplos más modernos de ambos ferrocarriles estaban la Canadian National H-6 y la Canadian Pacific D10.

### Dinamarca

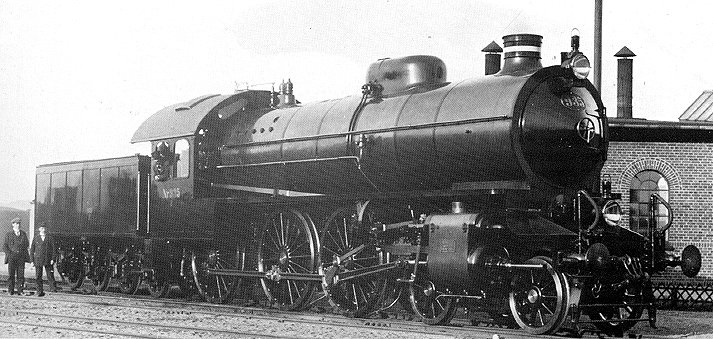
DSB R (I) 935, Borsig de 1912

En 1912, los Ferrocarriles del Estado de Dinamarca (Danske statsbaner o DSB) recibirían las primeras dos de las treinta locomotoras de vapor de la clase R. Se fabricarían dos versiones de este tipo:
- R (I): Se construirían 20 de este tipo. Tenían un diseño de 2 cilindros.
- R (II): Se construirían 10 de este tipo. Tenían un diseño de 3 cilindros.

Después de la Segunda Guerra Mundial, los DSB terminarían con tres locomotoras de vapor del tipo Prusiana Clase P8 4-6-0, que finalmente serían clasificadas como la Clase T.

### Finlandia
Los Ferrocarriles del Estado de Finlandia (Suomen Valtion Rautatiet o SVR, y posteriormente Valtionrautatiet o VR) operaban las Clases Hk1, Hk2, Hk3, Hk5, Hv1, Hv2, Hv3, Hv4, Hr2 y Hr3 con disposición de ruedas 4-6-0.
La Clase Hk1, números 232 a 241, fue construida por Baldwin Locomotive Works en 1898. Las diez locomotoras Baldwin fueron designadas originalmente como clase H1.
Las máquinas de números 291 a 300 y 322 a 333 fueron construidas por Richmond Locomotive Works en 1900 y 1901. Las 22 locomotoras Richmond fueron designadas originalmente como clase H2, siendo apodadas como "Big-Wheel Kaanari". Una de ellas, la N° 293, la locomotora que trajo a Lenin del exilio en agosto-septiembre de 1917 antes de la Revolución Rusa, fue donada por Finlandia a la Unión Soviética el 13 de junio de 1957 y se conserva en la Estación Finlyandsky en San Petersburgo, Rusia.
Otras 100 de estas locomotoras se fabricaron en Finlandia entre 1903 y 1916, numeradas en el rango de 437 a 574 e inicialmente designadas como clases H3 a H8.
La Clase Hk5 se numeró del 439 al 515. Una, con el n.º 497, se conserva en Haapamäki.

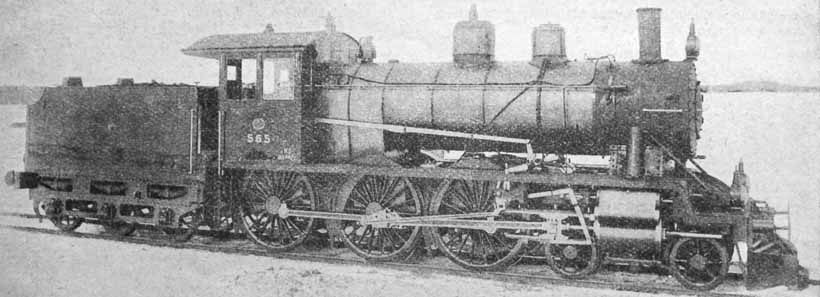
Clase Hv1 4-6-0 finlandesa, construida por Tampella en 1915

La Clase Hv1 se construyó a partir de 1915 por Tampella y Lokomo. Fueron apodadas Heikk y estaban numeradas del 545 al 578 y del 648 al 655. La clase permaneció en servicio hasta 1967. Una máquina, la n.º 555 llamada Princess, se conserva en el Museo del Ferrocarril de Finlandia.

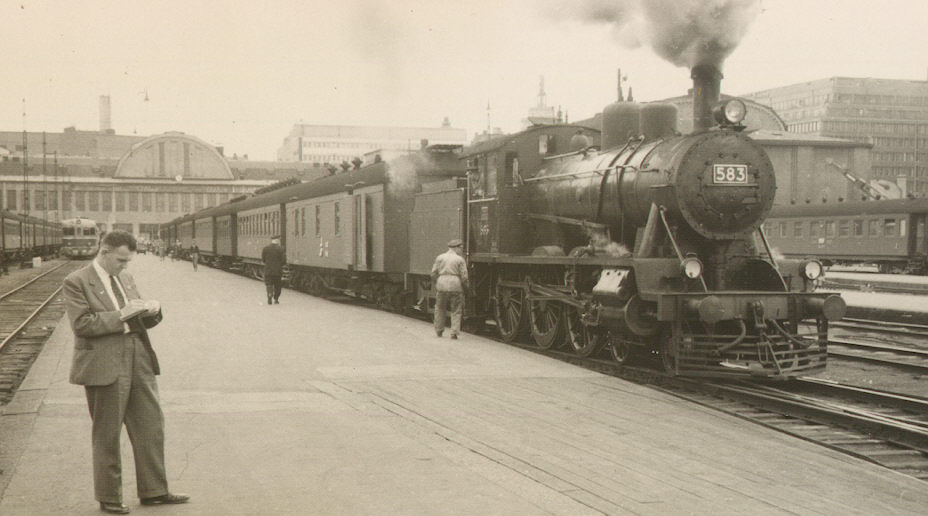
Clase Hv2 n.º 583 en la Estación Central de Helsinki en 1960

La Clase Hv2 fue construida por Berliner Maschinenbau y Lokomo en los años entre 1919 y 1926. La serie se numeró del 579 al 593, del 671 al 684 y del 777 al 780. Una de ellas, la n.º 680, se conserva en Haapamäki.
La Clase Hv3 fue construida por Berliner, Tampella y Lokomo en los años 1921 a 1941. Las máquinas se numeraron de 638 a 647, 781 a 785 y 991 a 999. Se han conservado tres locomotoras de la Clase Hv3, la n.º 781 en Kerava, la n.º 995 en Suolahti y la n.º 998 en Haapamäki.
La Clase Hv4 fue construida por Tampella y Lokomo en los años 1912 a 1933 y se numeró del 516 al 529, del 742 al 751 y del 757 al 760. Dos de estas máquinas, con los números 742 y 751, se conservan en Haapamäki.
Los Ferrocarriles del Estado Sueco (Statens Järnvägar o SJ) vendieron sus locomotoras Clase Ta y Tb a Finlandia en 1942. En ese momento, no circulaban en Suecia y, dado que fueron compradas por Finlandia, no se consideraron asistencia de guerra. La Clase Ta fue designada Clase Hr2 en Finlandia, mientras que la Clase Tb fue designada Clase Hr3.
- La Clase Hr2 fue numerada de 1900 a 1906 y había sido fabricada por los constructores suecos NOHAB (Nydqvist & Holm AB) y Motala Verkstad en los años de 1901 a 1905. Fueron retiradas del servicio en Finlandia entre 1950 y 1953.
- La Clase Hr3 fue numerada de 1907 a 1919, habiendo sido construida en Suecia por NOHAB, Motala, Vagn & Maskinfabriks AB en Falun y Nya AB Atlas en Estocolmo en los años de 1906 a 1908. La Clase Hr3 se retiró del servicio en Finlandia entre 1952 y 1953.

### Francia

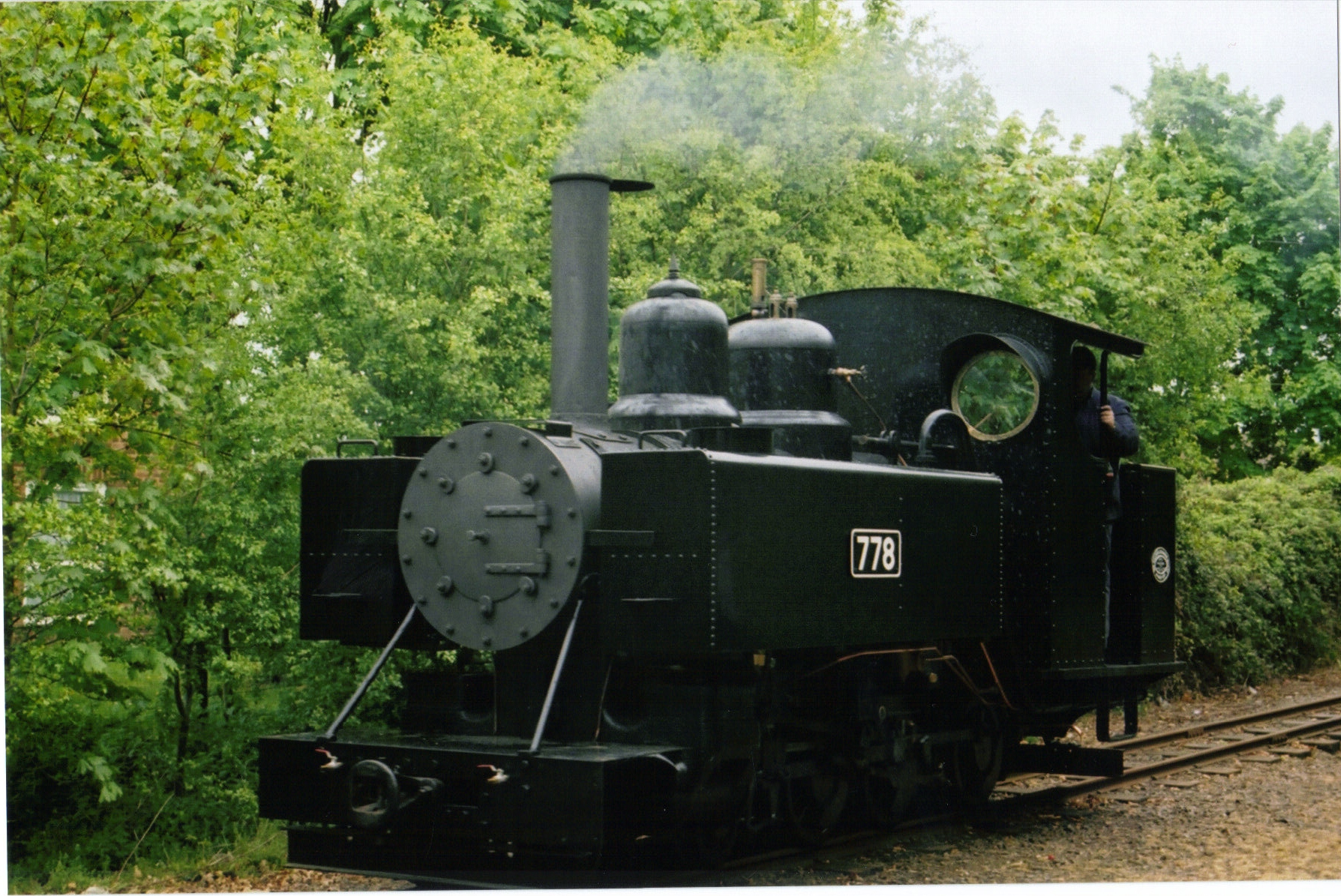
Baldwin Clase 10-12-D 4-6-0T n.º 778 en el Ferrocarril Ligero de Leighton Buzzard

Dos tipos de locomotoras tanque 4-6-0 entraron en servicio en Francia:
- Las Réseau Breton eran una clase de locomotoras de ancho métrico (1000 mm (3' 32/5") Ancho métrico) de las que se construyeron cinco unidades en 1904 para el ferrocarril Réseau Breton por la Société Franco-Belge en su fábrica de Raismes.[12] Otras siete locomotoras fueron construidas  en 1909 por la Société Alsacienne de Constructions Mécaniques (SACM) en su planta de Belfort en Francia.

- Las Baldwin Clase 10-12-D para vías de 600 mm (1' 113/5") de ancho eran una serie de locomotoras tanque construidas en los Estados Unidos por Baldwin Locomotive Works para los Ferrocarriles Ligeros del Departamento de Guerra británico, y prestaron servicio en Francia en 1916 y 1917 durante la Primera Guerra Mundial. La compañía Alco construyó otro lote. Después de la guerra, muchas de estas locomotoras se vendieron para operar en Francia, Gran Bretaña y la India.

### Alemania

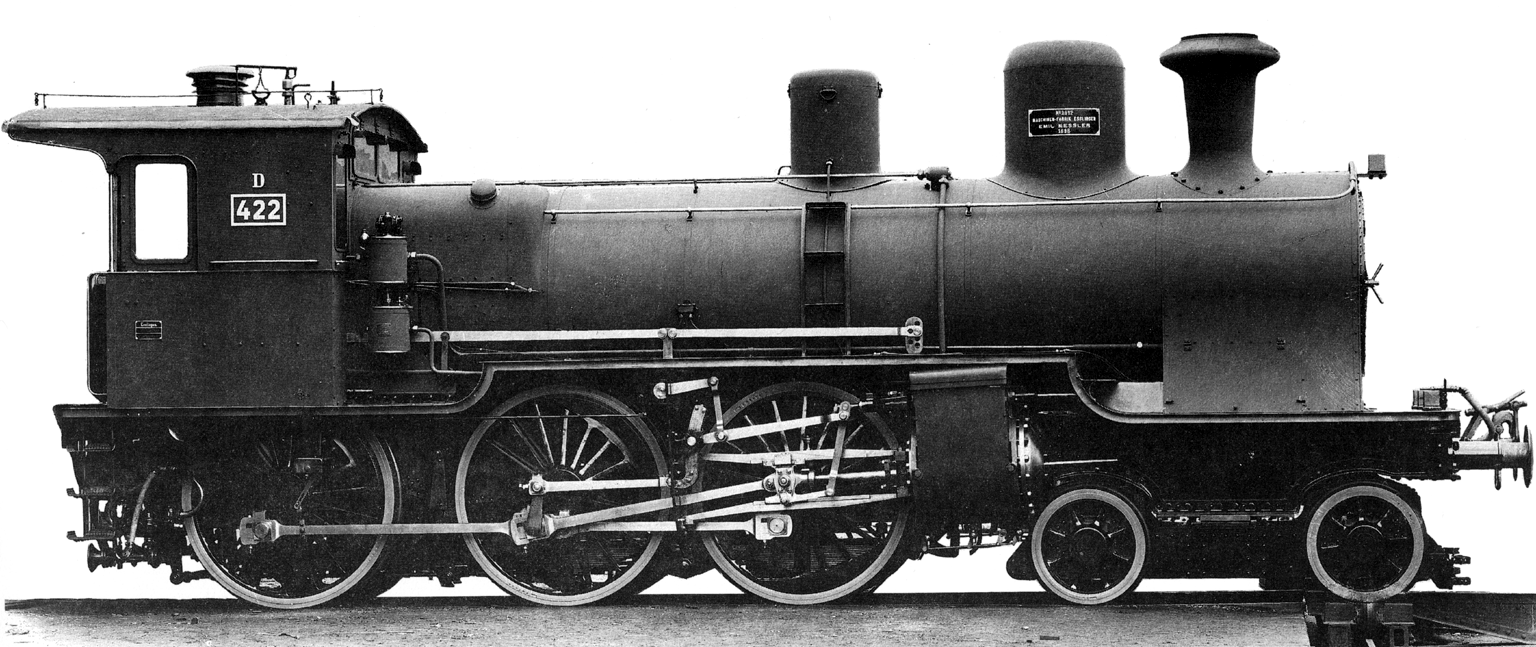
Locomotora de Clase Wurtemberg 4-6-0 de 1898

La disposición de ruedas 4-6-0 fue muy popular en los ferrocarriles de los estados alemanes desde finales del siglo XIX y XX, cuando reemplazó gradualmente a las locomotoras tipo 4-4-0 American, al principio especialmente en terrenos montañosos. En 1925, después de la creación de la Deutsche Reichsbahn (DRG), las locomotoras para trenes expresos de pasajeros 4-6-0 se clasificaron en el grupo 17, mientras que las locomotoras regulares de pasajeros 4-6-0 se clasificaron en el grupo 38.

#### Baden
En 1894, el Estado de Baden puso en servicio sus locomotoras de pasajeros Clase IVe diseñadas por Alfred de Glehn, las primeras locomotoras 4-6-0 compuestas de cuatro cilindros de la historia. En total, se construyeron 83 unidades que posteriormente se convirtieron en la clase DRG 3870.

#### Baviera
Baviera adquirió tres clases de locomotoras de pasajeros expresas 4-6-0. Todas eran máquinas compuestas de cuatro cilindros construidas por Maffei:
- La Clase C V, de la que se construyeron 43 unidades a partir de 1899, posteriormente la Clase DRG 173.
- La Clase S 3/5N, de la que se construyeron 39 unidades a partir de 1903, posteriormente la Clase DRG 174.
- La Clase S 3/5H de vapor sobrecalentado, de la que se construyeron 30 unidades a partir de 1906, posteriormente la Clase DGR 175.

Baviera solo comenzó a usar locomotoras de pasajeros 4-6-0 en 1905:
- La primera fue la Clase P 3/5 N, de la que se construyeron 36 unidades, posteriormente la Clase DRG 380.
- Después de un largo período, Baviera encargó en 1921 la Clase P 3/5 H, que utilizaba vapor sobrecalentado. Se construyeron 80 unidades, que luego se convirtieron en la Clase DRG 384.[14]

#### Prusia
En 1899, Prusia encargó una serie corta de dieciocho locomotoras de pasajeros De Glehn, que fueron designadas como Clase S 7.
La serie 4-6-0 más numerosa del mundo fue la locomotora de pasajeros Prusiana P 8, más tarde la Clase DRG 3810-40, de las que se construyeron 3.556 unidades para los Ferrocarriles del Estado de Prusia y los de Alemania entre 1906 y 1923. De estas, 627 locomotoras se entregaron a otros países después de la Primera Guerra Mundial. Cuando se incluyen las exportaciones y la producción bajo licencia en Rumania, su número llegó a casi cuatro mil (véase también Polonia)
Prusia solo comenzó a operar locomotoras expresas 4-6-0 de su familia S 10 a partir de 1910. Si bien eran similares externamente, diferían en la disposición del motor:
- La S 10 cuádruple (4 cilindros, expansión única) de la que se construyeron 202 unidades a partir de 1910, más tarde la Clase DRG 170-1.
- La S 101 compuesta de 4 cilindros, de la que se construyeron 237 unidades en dos lotes de 1911 y 1914 (con precalentador), más tarde la Clase DRG 1710-12.
- La S 102 de 3 cilindros, de la que se fabricaron 124 unidades a partir de 1914, más tarde la Clase DRG 172.

#### Sajonia
Desde 1906, Sajonia utilizó locomotoras de servicio expreso 4-6-0 de las clases XII H, XII HV y XII H1, de las cuales se construyeron 6, 42 y 7 unidades respectivamente. Más tarde se convirtieron en las clases DRG 176, 177 y 178 respectivamente. Todas eran locomotoras de vapor sobrecalentadas, que se diferenciaban principalmente en la disposición de los motores.
Más numerosas fueron las locomotoras de pasajeros de la Clase Saxon XII H2, de las que 169 se construyeron a partir de 1910. Posteriormente se convirtieron en la Clase DRG 382-3.

#### Wurtemberg
Desde 1898, los Ferrocarriles Reales del Estado de Württemberg utilizaron locomotoras de pasajeros de la Clase D. También era una locomotora compuesta de cuatro cilindros, de la que se construyeron 14 unidades.

### Irlanda
Los únicos ferrocarriles irlandeses que utilizaron el tipo 4-6-0 fueron el Gran Ferrocarril del Sur y del Oeste (GS&WR) y su compañía sucesora, los Grandes Ferrocarriles del Sur (GSR). El GS&WR tenía máquinas 4-6-0 tanto para el transporte rápido de mercancías como para el servicio expreso de pasajeros. La culminación del diseño irlandés 4-6-0 fue la GSR Clase 800 o B1a, introducida en 1939. Tres de estas locomotoras se construyeron para el servicio de pasajeros en la línea principal Dublín-Cork, y coincidentemente se asemejan a las de la Clase Royal Scot del Reino Unido reconstruidas. Fueron las últimas nuevas locomotoras de vapor construidas para el GSR.

### Nueva Zelanda
El Departamento de Ferrocarriles de Nueva Zelanda construyó sus primeras locomotoras ténder de fabricación local en 1894, utilizando la disposición de ruedas 4-6-0. Designadas como Clase U, se complementaron con unidades construidas en el Reino Unido, que se subclasificaron como Ua.
Baldwin y ALCO construyeron más en dos lotes en los Estados Unidos, que llegaron en 1898 y 1901. Las locomotoras estadounidenses se clasificaron como Ub. Con la excepción de un único tipo de las ALCO Richmond, los lotes estadounidenses se consideraron muy exitosos.
Se importó un tercer lote de locomotoras Clase U del Reino Unido, destinadas a rutas provinciales, así como la subclase Uc. Estas locomotoras eran costosas de operar, pero se podían trabajar en condiciones extremas y encontrar uso en la costa oeste de la Isla Sur, donde abundaba el carbón bituminoso azul.

### Noruega
En 1879, los Ferrocarriles Estatales de Noruega, Smaalensbanen y Merakerbanen, recibieron cuatro locomotoras de diez ruedas con ténder de tres ejes de Baldwin Locomotive Works, que fueron las primeras 4-6-0 de Europa.

### Polonia

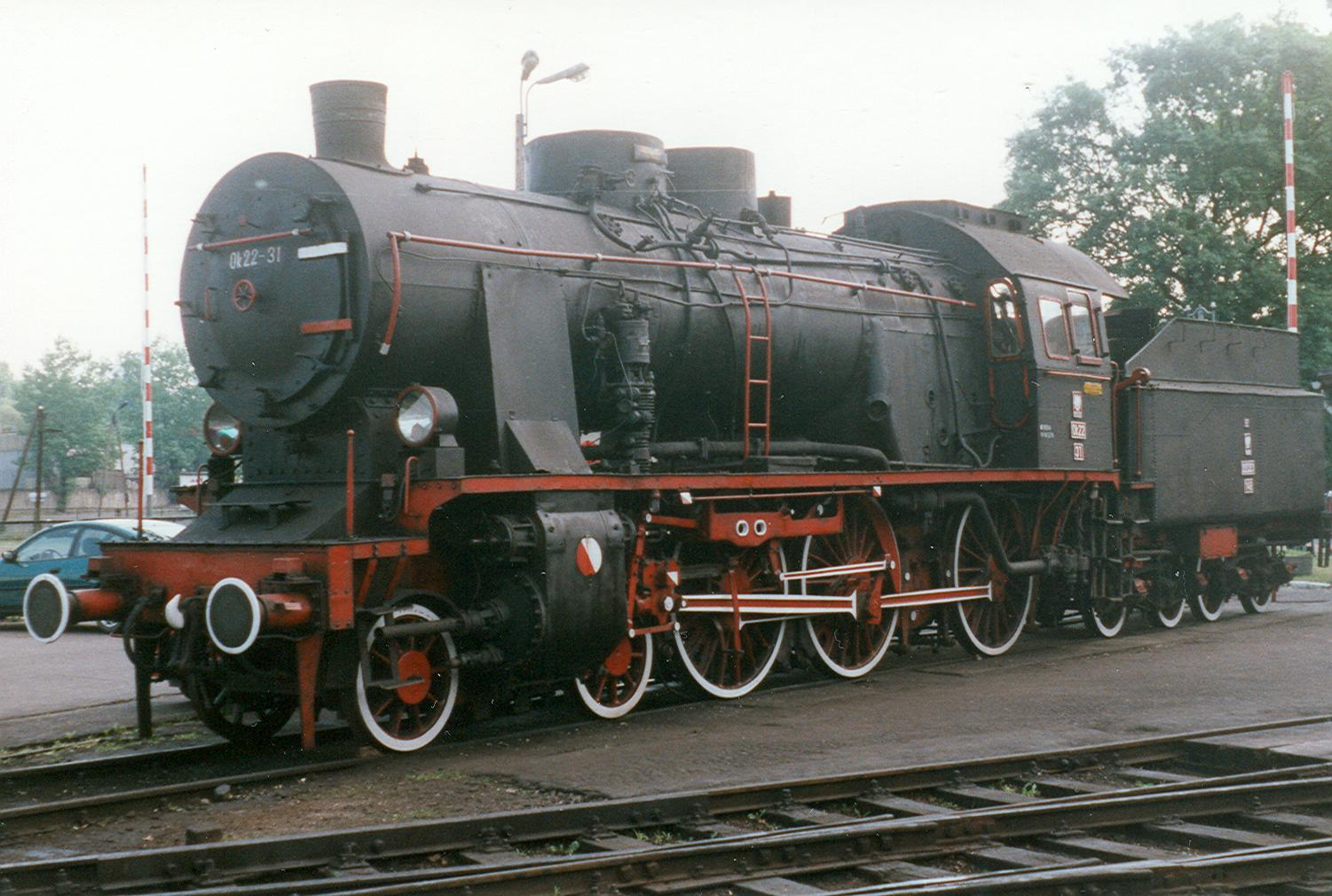
Locomotora polaca Clase Ok22

Los Ferrocarriles Nacionales Polacos (PKP) utilizaron varias clases de locomotoras 4-6-0, tanto prusianas como alemanas. La más importante fue la Prusiana P 8, clasificada en Polonia como PKP Clase Ok1. Después de la Primera Guerra Mundial, Polonia recibió como reparación de guerra -y también compró algunas máquinas- hasta completar un total 257 de estas locomotoras. Después de la Segunda Guerra Mundial, su número aumentó a 429 unidades, lo que la convirtió en la locomotora de pasajeros más numerosa de Polonia. Algunas se conservaron y se mantuvieron en condiciones de funcionamiento, incluida la Clase Ok1 n.º 359. (Véase también Alemania-Prusia)
Una cantidad significativa de la familia Prusiana S 10 de locomotoras de pasajeros expresos también se utilizó en Polonia. Fueron 52 en total, clasificadas como Pk1, Pk2 y Pk3.
Durante el período de entreguerras, se diseñó una locomotora PKP Clase Ok22 en cooperación con los constructores alemanes Hanomag. Básicamente era una clase Ok1 mejorada con una caldera más eficiente. En total, se produjeron 190 unidades para el PKP, de las que todas menos cinco se fabricaron en Polonia.

### Rumanía
Después de la Primera Guerra Mundial, Rumania recibió como reparación de guerra 18 locomotoras Prusiana P 8 (clasificadas como "Clase CFR 230.000") y luego importó otras 127 unidades para Căile Ferate Române (CFR), en 1921-1930. Otras 226 locomotoras fueron fabricadas con licencia en Rumania por Talleres Reșița (entre 1932 y 1936) y Malaxa (entre 1932 y 1939).

### Rusia
Las locomotoras de pasajeros 4-6-0 se hicieron bastante populares en Rusia a principios del siglo XX. Si bien las locomotoras originalmente tenían designaciones de clase separadas en cada ferrocarril ruso, las designaciones de clase rusas comunes se introdujeron en 1912. Las 4-6-0 rusas formaban las clases A, AD
K, AD
, AV
, V, Zh, Z, G, U, K, B y KU
.
- La primera y más numerosa fue la clase A del Ferrocarril Vladicaucasiano, en la serie AD
K, AD
 y, la más numerosa, la serie AV
. Era un diseño de la Fábrica de Kolomna, del que se construyeron 533 unidades para varios ferrocarriles en varias fábricas rusas y alemanas desde 1892 hasta 1907. Todas eran locomotoras compuestas de dos cilindros con ruedas acopladas de 1830 milímetros (72,0 plg) de diámetro.[11]
- En 1896, se introdujeron 88 locomotoras Baldwin de cuatro cilindros construidas por Vauclain, denominadas Clase V (V de Vauclain, В en ruso).[11]
- También a partir de 1896, se introdujeron locomotoras diseñadas por la compañía alemana Henschel. En total se construyeron 210 unidades entre 1896 y 1909, catorce fabricadas por la propia Henschel y el resto en Rusia. Eran locomotoras compuestas de dos cilindros con ruedas acopladas de 1700 milímetros (66,9 plg) de diámetro, y se consideraban un diseño más exitoso que la Clase A. Estas locomotoras fueron designadas más tarde como la Clase Zh (Ж en ruso). Un desarrollo de la clase Zh fue la Clase Z sobrecalentada (З en ruso), de la que se construyeron 24 unidades a partir de 1902.[11]
- Desde 1901 a 1903, se construyeron locomotoras de pasajeros más potentes, dando origen a la Clase G (Г en ruso). Estas locomotoras se habían diseñado en la Fábrica de Ferrocarril Vladicaucasiana de Briansk. De ellas, 39 se construyeron para el Ferrocarril Vladicaucasiano y otras 85 para los Ferrocarriles de China Oriental. Eran locomotoras compuestas de dos cilindros con ruedas acopladas de 1730 milímetros (68,1 plg) de diámetro. Algunas de estas locomotoras se adaptaron posteriormente con sobrecalentadores.[11]

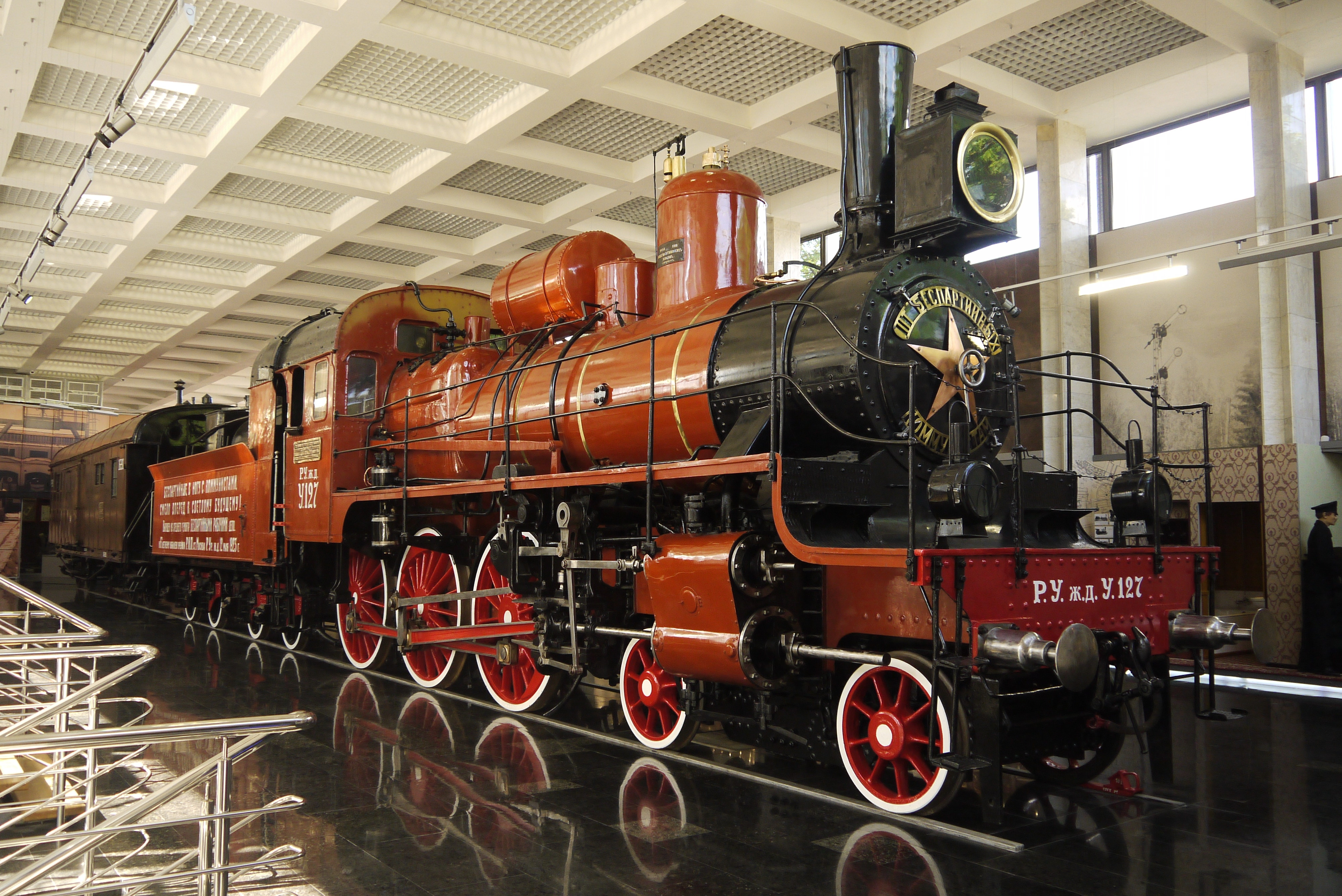
Clase U U-127, la locomotora de Lenin, en el Museo del Ferrocarril de Moscú

- La Clase U (У en ruso) era un tipo de locomotora compuesta De Glehn de cuatro cilindros que usaba fueloil como combustible, que apareció por primera vez en 1906, inicialmente en el ferrocarril Ryazan-Ural. Se construyeron 62 unidades en la Fábrica Kírov entre 1906 y 1916. A principios de 1940, el inventario todavía enumeraba 47 locomotoras Clase U y la última de ellas se retiró en 1952. La locomotora de Lenin, una máquina de la Clase U con el número U-127 que se utilizó durante su funeral, se conserva en Museo del Ferrocarril de Moscú.[11]
- En total, se construyeron 145 locomotoras sobrecalentadas más pesadas de la Clase K (К en ruso) para pasajeros entre 1907 y 1912. Habían sido diseñadas en la Fábrica de Kolomna y eran locomotoras de expansión simple de dos cilindros con ruedas acopladas de 1700 milímetros (66,9 plg) de diámetro.
- Al mismo tiempo, la fábrica de Briansk diseñó un desarrollo mejorado sobrecalentado de la Clase G que se produjo entre 1907 y 1914 como Clase B (Á en ruso). En total, se construyeron 252 unidades en Briansk y Lugansk. Eran locomotoras símplex de dos cilindros con ruedas acopladas de 1830 milímetros (72,0 plg) de diámetro que tuvieron bastante éxito remolcando trenes expresos.[11]
- Entre 1911 y 1914, Kolomna construyó 39 locomotoras más potentes de la clase KU
 (КУ
 en ruso) con ruedas acopladas de 1900 milímetros (74,8 plg) de diámetro para trenes más rápidos.[11]

### Sudáfrica
Dieciocho clases de locomotoras 4-6-0 entraron en servicio en Sudáfrica, dieciséis en ancho de El Cabo (de 1067 mm (3' 6")) y dos de vía estrecha (de 2 pies (610 mm)). De estas, solo dos eran locomotoras tanque convencionales, mientras que otras dos se entregaron como locomotoras tanque con ténder opcional.

#### Ancho de El Cabo

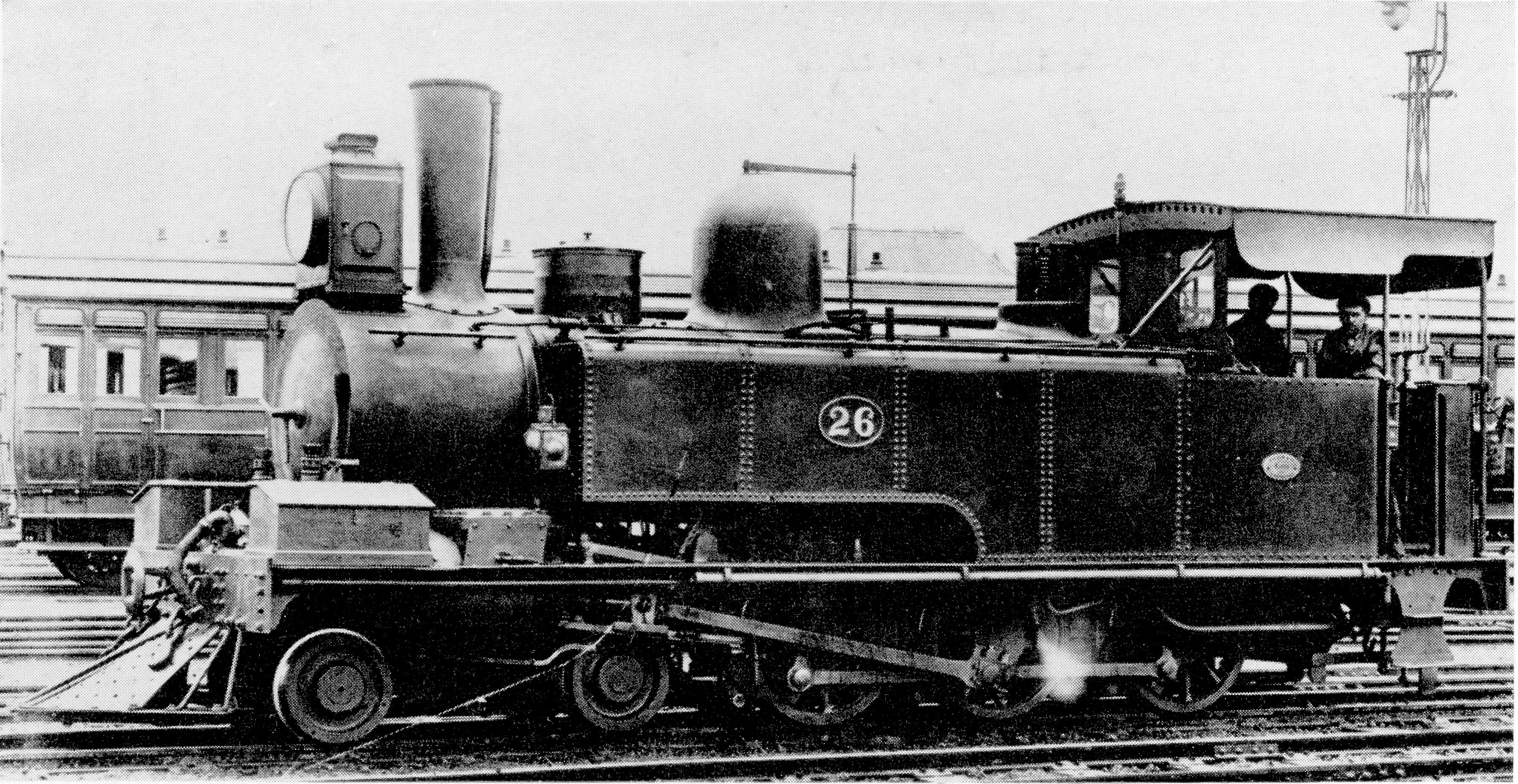
NGR Clase G n.º 26, hacia 1900

Entre 1879 y 1885, los Ferrocarriles del Gobierno de Natal (NGR) pusieron en servicio 37 locomotoras 4-6-0. De ellas, 18 fueron construidas por Kitson and Company y 19 por Stephenson. En la NGR fueron designadas Clase G. Cuando se estableció el SAR en 1912, las 15 máquinas sobrevivientes no modificados fueron designadas Clase C. La última fue retirada del servicio a mediados de la década de 1980,tras de más de 105 años en servicio.
En 1880 y 1881, los Ferrocarriles del Gobierno de El Cabo (CGR) colocaron 18 locomotoras cisterna y ténder Clase 4th en el servicio de la línea principal de su Sistema Midland, que conectaba Port Elizabeth y el Sistema Oriental que funcionaba desde East London. Cuatro de estas locomotoras todavía estaban en servicio cuando se establecieron los Ferrocarriles de Sudáfrica en 1912.

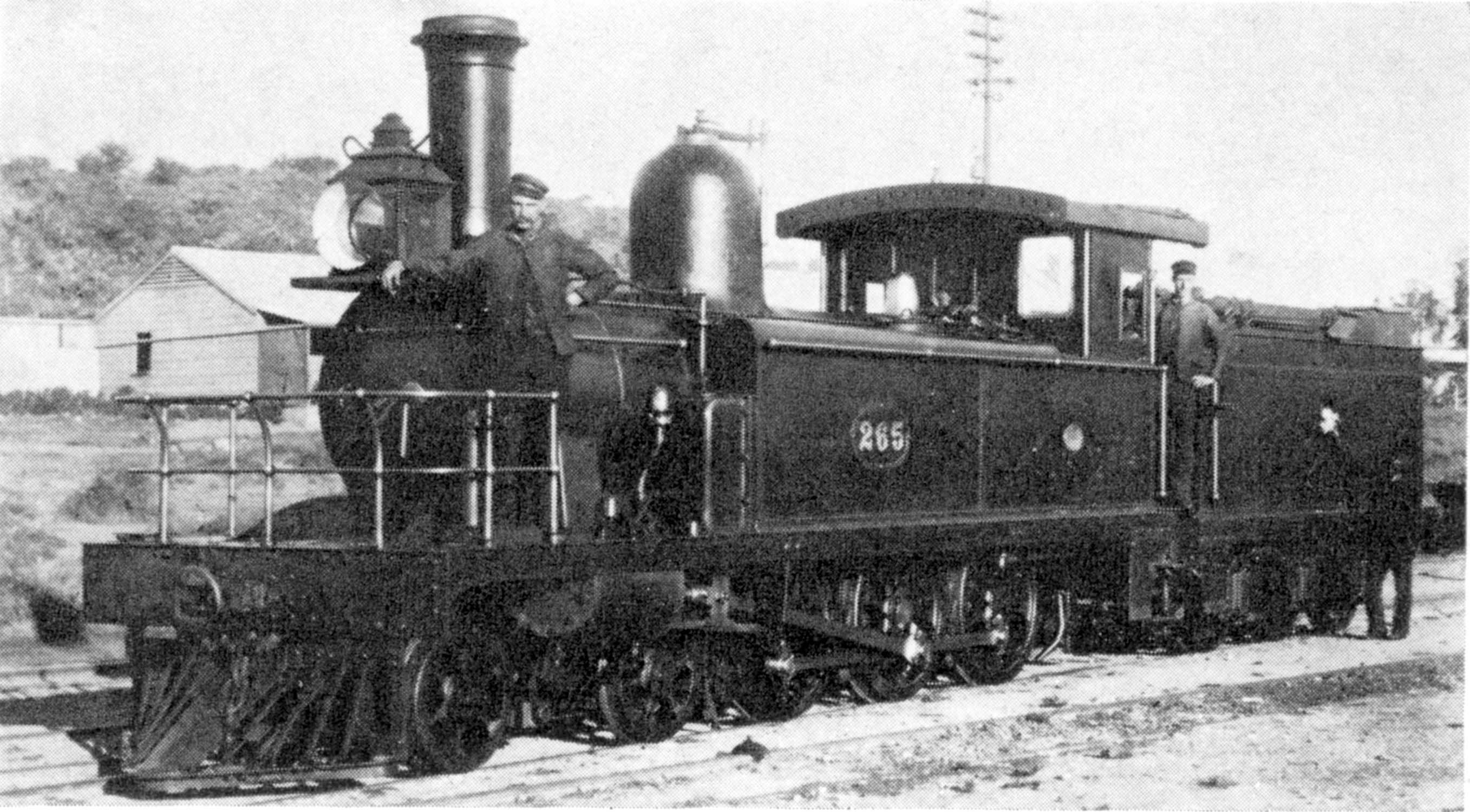
CGR Clase 4th construida por Stephenson

En 1882 y 1883, el CGR colocó 68 locomotoras tanque y ténder 4-6-0 de la Clase 4th en los servicios de línea principal en los tres sistemas. Era una versión mejorada de las locomotoras de 4.ª Clase de 1880 con ruedas acopladas más grandes, producida por dos fabricantes. Robert Stephenson and Company construyó 33 unidades con sistema de válvulas Stephenson, mientras que Neilson and Company construyó 35 unidades con válvulas tipo Joy. De estas locomotoras, 26 todavía estaban en servicio cuando se crearon los Ferrocarriles Sudafricanos en 1912.

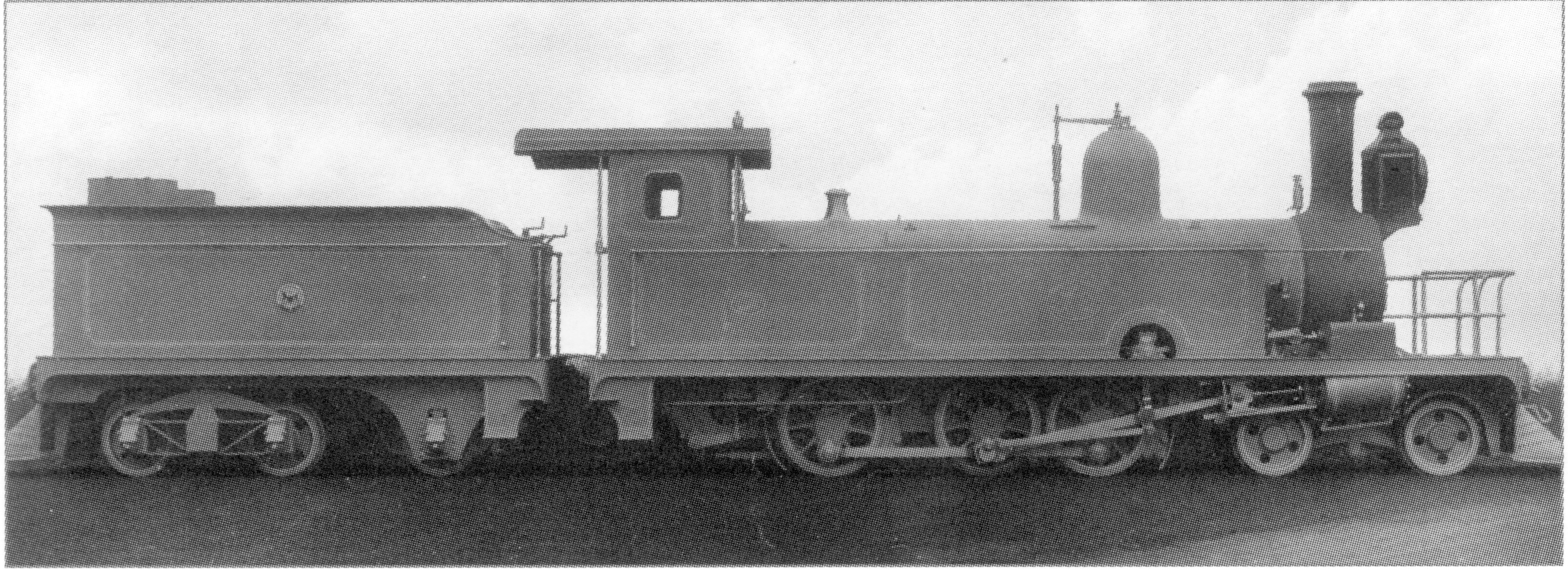
CGR experimental Clase 4th

Neilson suministró cuatro locomotoras tipo tanque y ténder de la Clase 4th Experimental del CGR en 1884, construidas según el diseño de J.D. Tilney, superintendente de locomotoras del Sistema de El Cabo Este en ese momento, para poder utilizar carbón local de baja calidad. Tenían mecanismo de válvulas Joy y unos inusuales ténderes de seis ruedas, con el eje principal montado en un bastidor rígido y los otros dos ejes montados en un bogie. Una de las locomotoras sobrevivió hasta 1912 y fue designada SAR Clase 04 como máquina obsoleta.
Las primeras veinte locomotoras auxiliares Clase 5th del CGR se entregaron desde Dübs and Company en 1890. En 1891, el CGR colocó un segundo lote de treinta locomotoras auxiliares Clase 5th en servicio de línea principal en los tres Sistemas de El Cabo. Eran similares al lote anterior de 1890, pero diferían en el diámetro de sus ruedas acopladas, la longitud de sus cajas de humo y su esfuerzo de tracción. En 1912, cuando se establecieron los Ferrocarriles de Sudáfrica (SAR), las supervivientes se consideraron obsoletas y se designaron como Clase 05. Sin embargo, algunas de las locomotoras Clase 05 sobrevivieron como locomotoras de maniobras empleadas por el SAR durante otras cuatro décadas. Fueron las últimas locomotoras obsoletas que todavía estaban en servicio cuando finalmente se retiraron en 1953.: 20 
La locomotora de pasajeros Clase 6th fue diseñada en los Talleres de Salt River del CGR, de acuerdo con las especificaciones de Michael Stephens, entonces Superintendente Jefe de Locomotoras de la compañía, y bajo la supervisión de S.M. Beatty, entonces Superintendente de Locomotoras del Sistema Occidental de El Cabo. Se convertiría en una de las clases más útiles para cubrir distintos servicios en Sudáfrica. En 1912, cuando entraron en el inventario del SAR, la familia de locomotoras 4-6-0 de sexta clase se reclasificó en doce clases separadas.

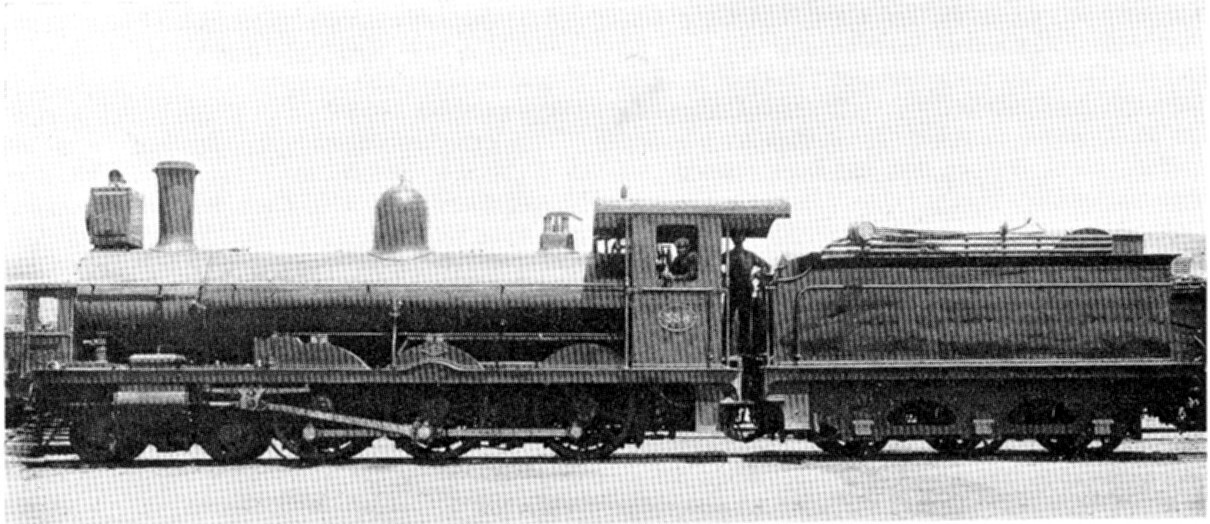
Clase 6 tal como se suministraba, con una cámara de combustión de techo redondo y ténder de tres ejes

- En 1893 y 1894, el CGR puso en servicio cuarenta locomotoras de 6.ª Clase, construidas por Dübs. Diez de ellas, vendidas a la Oranje-Vrijstaat Gouwerment-Spoorwegen (OVGS) en 1897, finalmente se convirtieron en la Clase 6-L1 del CSAR. En 1912, las cuarenta fueron asimiladas al RAE y conservaron su designación de la Clase 6.[4][7] (Ver también Sudan)
- En 1896 y 1897, la CGR adquirió un segundo lote de cincuenta máquinas, construidas por Dübs y Sharp, Stewart and Company. Estas locomotoras se diferenciaban del pedido anterior por tener calderas ligeramente más grandes (con una mayor superficie de calentamiento) y ténderes de mayor capacidad de carbón. En 1907, una se vendió al Ferrocarril de Benguela en Angola. Las 49 locomotoras restantes fueron designadas Clase 6A en el SAR en 1912.[4][7] (véase también Angola-Ancho de El Cabo y Sudán)
- Entre 1896 y 1898, la OVGS puso en servicio 24 nuevas locomotoras de la Clase 6, construidas por Dübs, Neilson y Sharp, y Stewart. Durante la segunda guerra bóer, estas locomotoras fueron adquiridas por los Ferrocarriles Militares Imperiales (IMR) y después de la guerra se convirtieron en CSAR Clase 6-L2. Todas menos una fueron asimiladas a la RAE en 1912 y fueron designadas Clase 6C.[4][7][27][28] (véase también Sudán)
- En 1897 y 1898, el CGR puso en servicio un tercer lote de 55 máquinas, construidas por Dübs, Neilson and Company y por Neilson, Reid and Company. Eran virtualmente idénticas a las cincuenta anteriores, excepto en que tenían ténderes con ruedas de bogie. En 1907, se vendieron cuatro al Ferrocarril de Benguela en Angola. Las 51 locomotoras restantes fueron designadas Clase 6B en 1912.[4][7] (Ver también Angola – Cape gauge y Sudán)

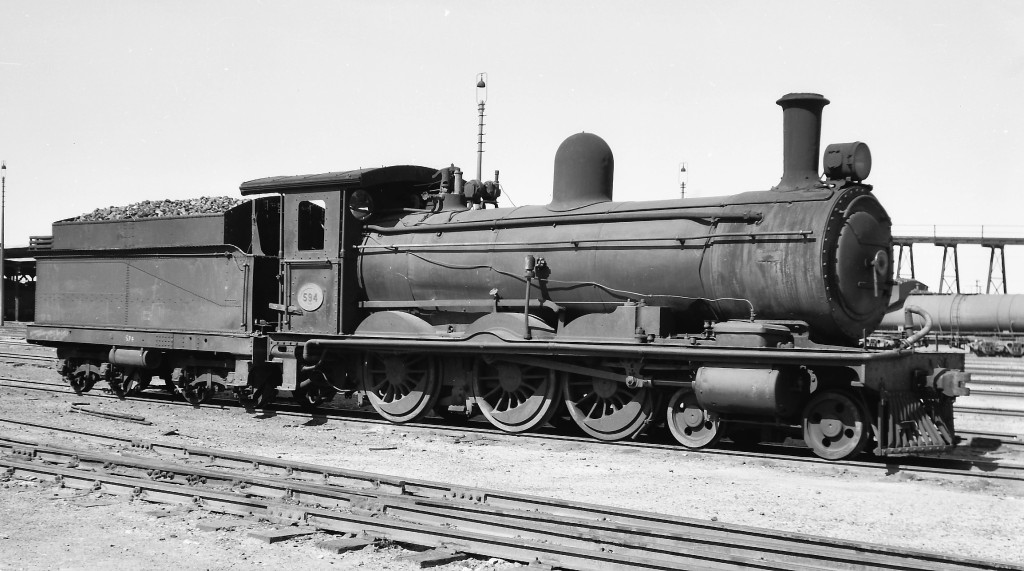
SAR Class 6D

- En 1898, el CGR puso en servicio un cuarto lote de 33 máquinas, construidas por Neilson, Reid, que representaron un avance adicional con respecto a las locomotoras anteriores de sexta clase, con una mayor superficie de calentamiento y un área de parrilla más grande. En 1912, fueron designadas Clase 6D en la RAE.[4][7] (Ver también Sudan)
- También en 1898, el OVGS encargó Sharp Stewart sus últimas seis locomotoras Cape como una nueva entrega, con una cámara de combustión de techo redondo y ténder de tres ejes de la Clase 6th. Se entregaron con cabinas más grandes que sus predecesoras y con ténderes con ruedas de bogie. También fueron asumidos por el IMR y, después de la guerra, entraron en el CSAR como la Clase 6-L3. En 1912, se convirtieron en la Clase 6E en la RAE.[4][7][28]
- En 1900, dos locomotoras de la Clase sexta rediseñadas entraron en servicio en el CGR, construidas por Sharp Stewart. Tenían bastidores de barras, cabinas más grandes y ténderes con ruedas de bogie, y sus superficies de calentamiento y áreas de parrilla más grandes permitían una clasificación de presión de caldera más alta de 180 libras por pulgada cuadrada (1241,1 kPa). En apariencia visual, se diferenciaban de todas las locomotoras anteriores de la Clase sexta por tener estribos más altos sin carenados en las ruedas motrices. En 1912, fueron clasificadas como Clase 6F en la RAE.[4][7]

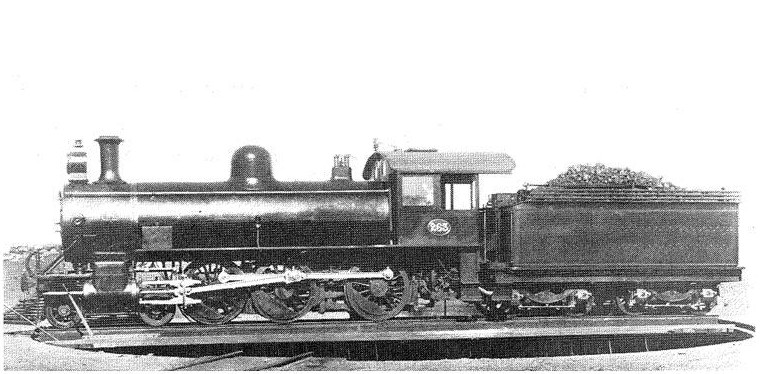
Clase 6th, construida por Schenectady

- En 1901 entraron en servicio ocho locomotoras de 6.ª Clase, rediseñadas y construidas por la Schenectady Locomotive Works según las especificaciones del CGR. También construidos sobre bastidores de barras como los dos anteriores y de apariencia similar, eran más grandes, con calderas más grandes y cilindros de  17+1/2 de pulgada (444,5 mm) de diámetro en comparación con los 17 pulgadas (431,8 mm) de todas las locomotoras anteriores de sexta Clase. En 1912, se convirtieron en la Clase 6G en la RAE.[4][7][27][28]
- También en 1901, entró en servicio un lote de 21 máquinas en el CGR, construidas por Neilson, Reid con el diseño de bastidor de placas más antiguo, pero con una cabina más grande. Estas locomotoras también volvieron a los cilindros de  17 pulgadas (431,8 mm) de diámetro de las locomotoras anteriores construidas en Gran Bretaña, con los estribos inferiores con carenados en las ruedas motrices. Una de ellas era experimental y estaba equipada con tubos de agua cruzados Drummond en la cámara de combustión. Sin embargo, dado que los tubos tenían tendencia a tener fugas y eran difíciles de mantener, pronto se retiraron. En 1912, estas locomotoras se convirtieron en la Clase 6H en la RAE.[4][7][27][28]
- Se pusieron en servicio diez locomotoras con bastidor de barras, también en 1901, diseñadas y construidas por Baldwin Locomotive Works según las especificaciones del CGR. Eran más grandes que cualquiera de las locomotoras de sexta clase anteriores, con calderas más grandes, cabinas amplias, cilindros de 17+1/2 de pulgada (444,5 mm) de diámetro, bastidores de barras, chimeneas de tubo de estufa, cúpulas grandes y estribos altos sin carenados en las ruedas motrices. En 1912, se convirtieron en la Clase 6K en la RAE.[4][7]

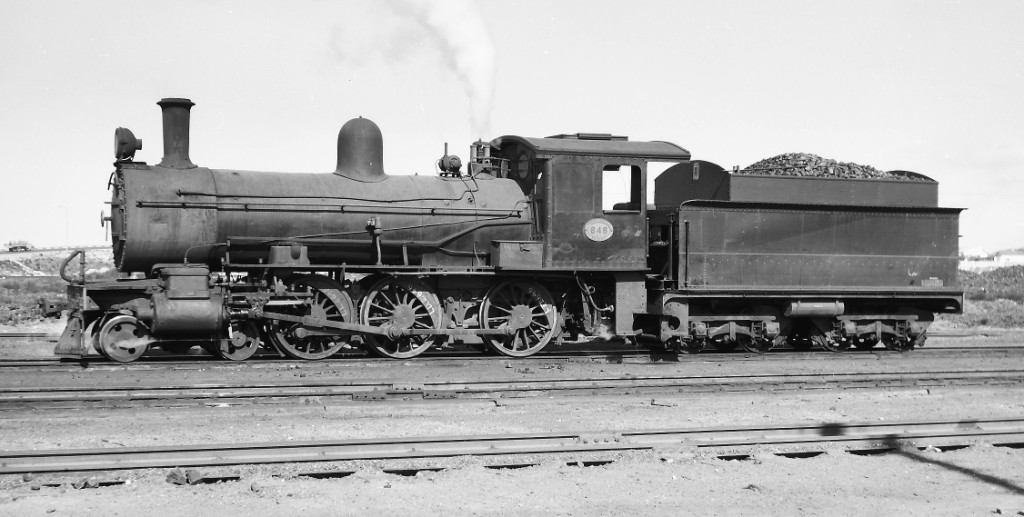
SAR Clase 6J n.º 646

- En 1902, catorce locomotoras de sexta clase con estructura de barras entraron en servicio en el CGR, construidas por Neilson Reid. Eran prácticamente idénticas a las dos locomotoras con bastidor de barras construidas por Sharp Stewart en 1900, con estribos altos sin carenados en las ruedas motrices. En 1912, fueron designadas Clase 6J en la RAE.[4][7]
- En 1904, el CGR puso en servicio sus dos últimas locomotoras sobre bastidor de 6.ª Clase, construidas por la North British Locomotive Company (NBL). Eran experimentales y fueron las primeras locomotoras sudafricanas en tener válvulas de pistón y supercalentador. Los pistones, con un diámetro de 18+1/2 de pulgada (469,9 mm), eran los más grandes utilizados hasta entonces en la 6.ª Clase. El sobrecalentador Schmidt era del tipo caja de humo, pero el dispositivo era extremadamente complicado y no muy eficaz. En 1912, se convirtieron en la Clase 6L en la RAE y en 1915, cuando se volvieron a revisar, se quitaron los sobrecalentadores para convertirlas en locomotoras de vapor saturado. Al mismo tiempo, los cilindros con válvula de pistón fueron reemplazados por cilindros de válvula deslizante más pequeños de 17+1/2 de pulgada (444,5 mm) de diámetro interior.[4][7][27][28]

En 1897, el Ferrocarril Pretoria-Pietersburg en la República Sudafricana (por entonces la República de Transvaal) compró una locomotora tanque 35 Tonner con una disposición de ruedas 4-6-0 del Ferrocarril de Lourenco Marques, Delagoa Bay y del Este de África en Mozambique. La locomotora no estaba clasificada, pero se nombró Portuguese, denominación por la que pasó a ser conocida.

#### Vía estrecha

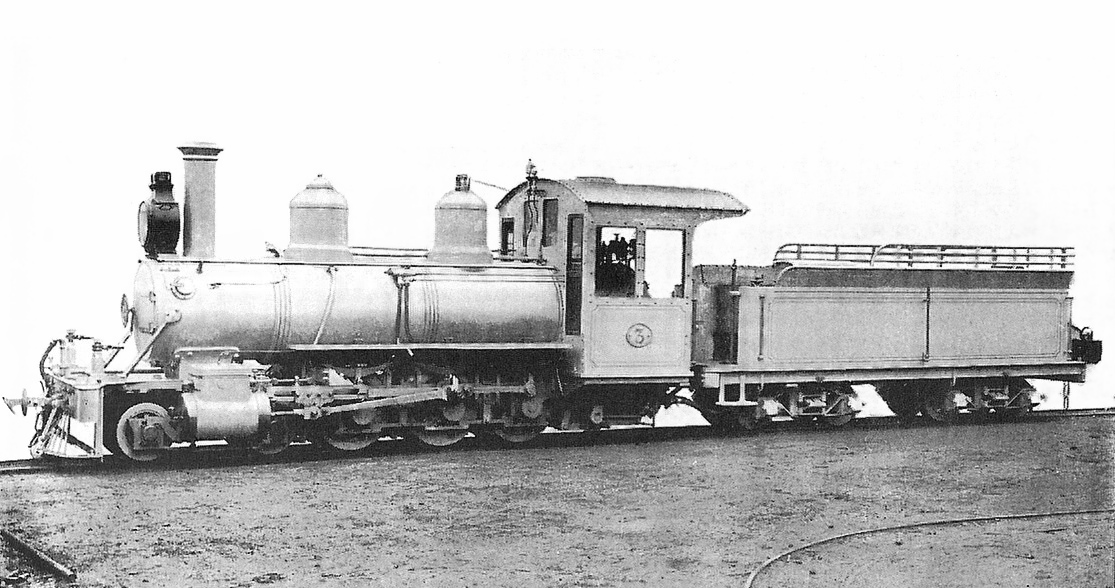
SAR Clase NG8

En 1903, el CGR puso en servicio seis locomotoras Tipo B 4-6-0 con ténder de ocho ruedas (con bogies) en la línea de vía estrecha de Avontuur en el Langkloof. Fueron construidos por W. G. Bagnall y tenían bastidores de barras, cámaras de combustión de cobre y distribución de válvulas de Stephenson. En 1912, entraron en el inventario del SAR y, en 1914, el propio SAR adquirió otras tres locomotoras con calderas un poco más largas. Uno de estas máquinas también fue construida por Bagnall, mientras que las otras dos fueron construidas por Kerr, Stuart and Company. A estas tres locomotoras se las conocía comúnmente como B mejoradas. Cuando finalmente se introdujo un sistema de agrupación de locomotoras de vía estrecha en clases en algún momento entre 1928 y 1930, se clasificaron como Clase NG8 pero ya se habían retirado del servicio.
Durante 1915 y 1916, la RAE puso en servicio seis locomotoras en Langkloof, construidas por Baldwin Locomotive Works. Eran muy similares al Tipo B construido por Bagnall, excepto en que estaban equipadas con distribución de válvulas Walschaerts. Más afelante fueron designadas Clase NG9. Tres de ellas se mantuvieron en el servicio del SAR hasta abril de 1951, cuando fueron vendidas a los Caminhos de Ferro de Moçâmedes (CFM) de Angola. (Véase también Angola-vía estrecha).

### Sudán
Durante la Segunda Guerra Mundial, dieciséis máquinas de las Clases 6 a 6D de los Ferrocarriles de Sudáfrica (SAR) se transfirieron al Oriente Medio para contribuir al esfuerzo de guerra durante la Campaña en África del Norte. El grupo estaba formado por siete locomotoras Clase 6, cuatro Clase 6A, dos Clase 6B, una Clase 6C y dos Clase 6D. Fueron vendidas a los Ferrocarriles de Sudán en 1942. (Véase también Sudáfrica-Ancho de El Cabo).

### Suecia
La Clase B de locomotoras suecas tenía la disposición 4-6-0, y se usaba tanto para trenes de mercancías como para los servicios de pasajeros de mayor velocidad. Se construyeron entre 1909 y 1919, y las locomotoras tuvieron tanto éxito que se produjeron tres unidades más entre 1943 y 1944, todas fabricadas por NOHAB. Se conserva una cantidad relativamente grande de ejemplares, ya que fue una de las últimas locomotoras de vapor en la reserva estratégica y se mantuvieron almacenadas y en buen estado hasta la década de 1990.

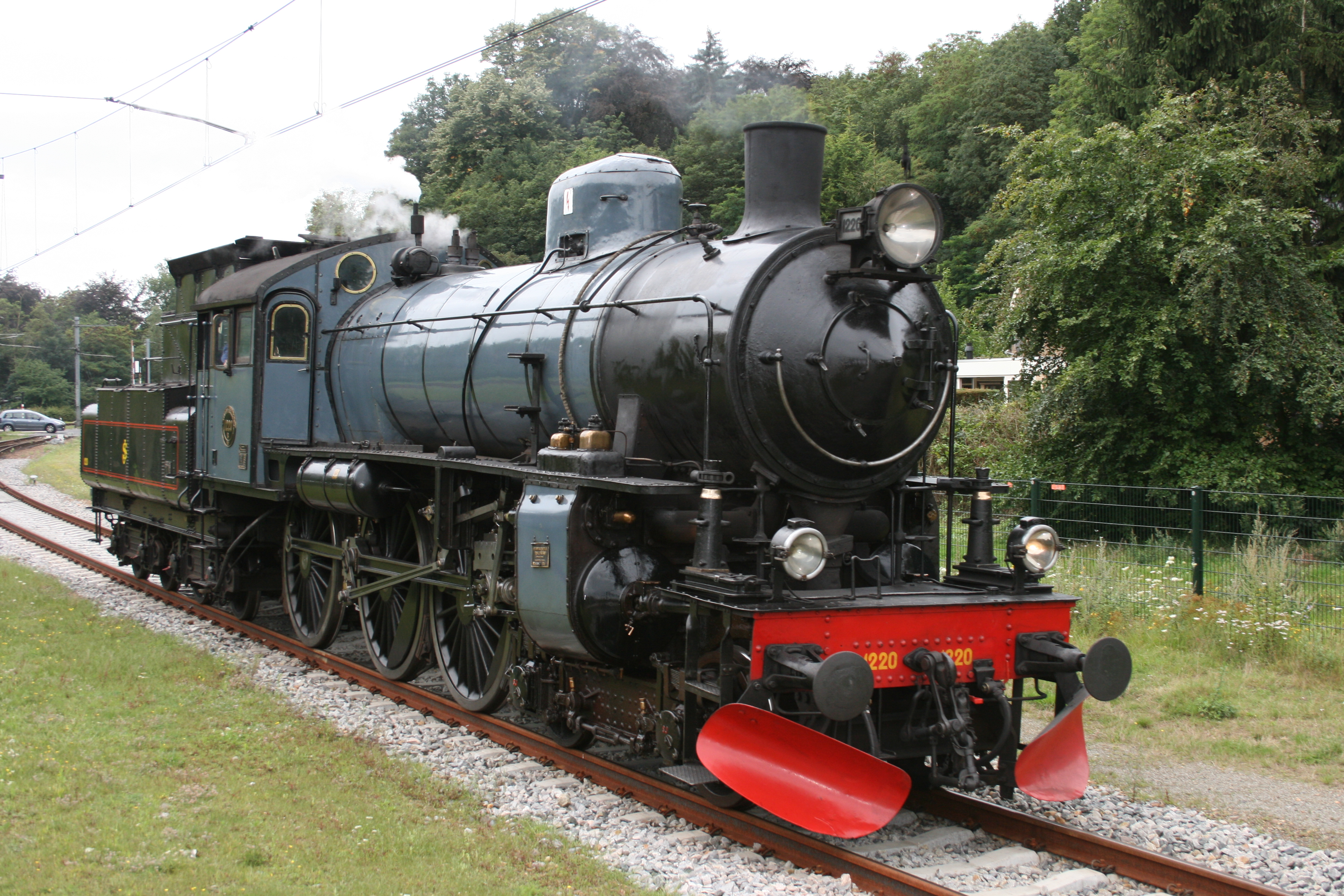
Locomotora SJ Clase B n.º 1220 operando en el ZLSM (Países Bajos)

### Suiza
La Clase de locomotoras A 3/5, construidas por la Fábrica Suiza de Locomotoras y Máquinas entre 1902 y 1922 para el Ferrocarril Jura-Simplon y el Ferrocarril de San Gotardo, era del tipo 4-6-0.

### Reino Unido

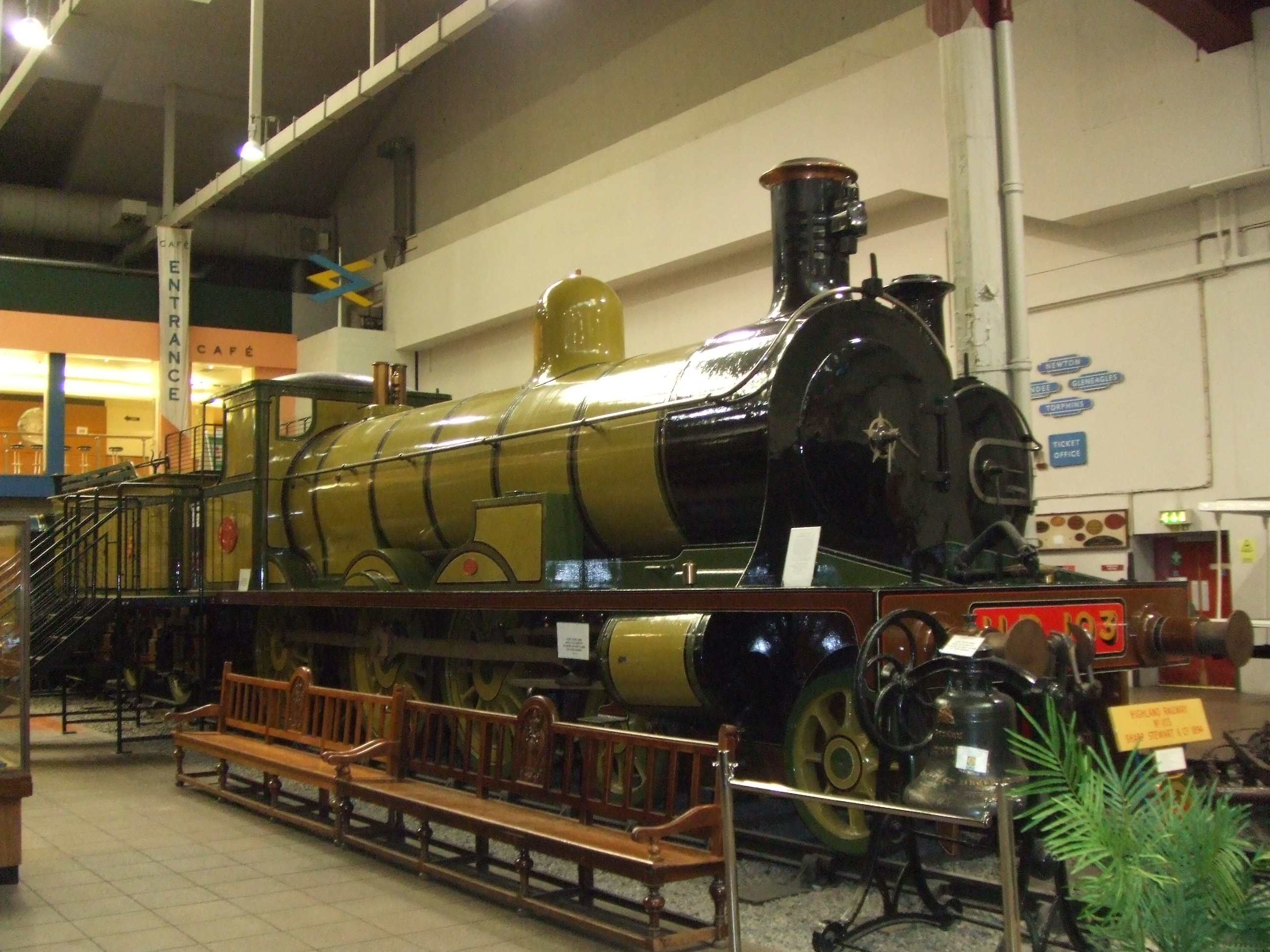
Locomotora de mercancías 'Jones Goods' n.º 103 del Ferrocarril Highland

Las primeras locomotoras 4-6-0 que se introdujeron en el Reino Unido fueron las de la Clase Jones Goods del Ferrocarril Highland en 1894, la primera de las cuales (la n.º 103) se ha preservado. Sin embargo, cinco años después, esta disposición de ruedas se estaba utilizando principalmente en el servicio de pasajeros, ya que los trenes de carga pesados británicos generalmente eran demasiado lentos para requerir una locomotora con un bogie delantero de cuatro ruedas. Entre 1906 y 1925, la configuración 4-6-0 se convirtió en el tipo de locomotora de pasajeros expreso más común en el uso diario en el Reino Unido, como un desarrollo lógico del tipo 4-4-0 que se usaba anteriormente. El tipo 4-6-0 continuó usándose como locomotora para tráfico mixto hasta el final del vapor en el Reino Unido en 1968.

#### Era anterior a la agrupación de las compañías ferroviarias

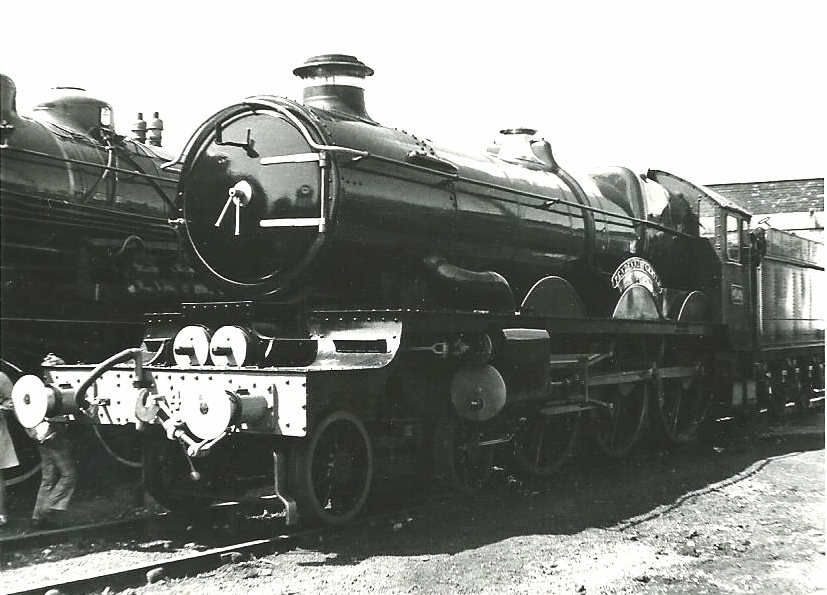
Locomotora GWR 4079 Pendennis Castle

Durante la época anterior a la agrupación, de 1899 a 1923, Wilson Worsdell del Ferrocarril del Noreste (NER) usó el tipo para sus locomotoras de pasajeros expresas, las clases S y S1 de 1899 y 1900 que se convirtieron en las clases B13 y B14 del Ferrocarril de Londres y del Noreste (LNER) en 1923. Poco después, serían seguidas por la aparición de otros diseños:
- John G. Robinson del Gran Ferrocarril Central (GCR) diseñó las máquinas de la Clase 8 Fish Engines de 1902.
- En 1902 y 1903, George Jackson Churchward produjo la Clase 2900 Saint, que fue la primera de una larga lista de clases del tipo 4-6-0 operadas por el Great Western Railway (GWR).
- En 1903, Francis Webb del Ferrocarril de Londres y del Noroeste (LNWR) siguió con sus fallidas locomotoras compuestas de cuatro cilindros de la Clase 1400 Bill Bailey.
- Entre 1905 y 1910, se construyeron un total de 105 locomotoras de la Clase Experiment diseñadas por George Whale para el LNWR.

En 1906 aparecieron dos diseños notables del tipo 4-6-0 para trenes expresos de pasajeros. Uno era el de la Clase Cardean del Ferrocarril de Caledonia, en aquel momento las locomotoras más potentes de Gran Bretaña. El otro diseño eran las máquinas de la Clase Star de cuatro cilindros, ideadas en el GWR por Churchward y desarrolladas y ampliadas por Charles Collett como la Clase Castle en 1923 y más adelante también como la Clase King en 1927.
Otros de los primeros diseños 4-6-0 más notables para trenes expresos fueron:
- La Clase Prince of Wales del LNWR, con 246 locomotoras construidas entre 1911 y 1921.
- La Clase Claughton del Ferrocarril de Londres y del Noroeste, con 130 locomotoras construidas entre 1913 y 1924.
- La Clase S69 del Great Eastern Railway (GER), con 81 locomotoras producidas entre 1912 y 1928.

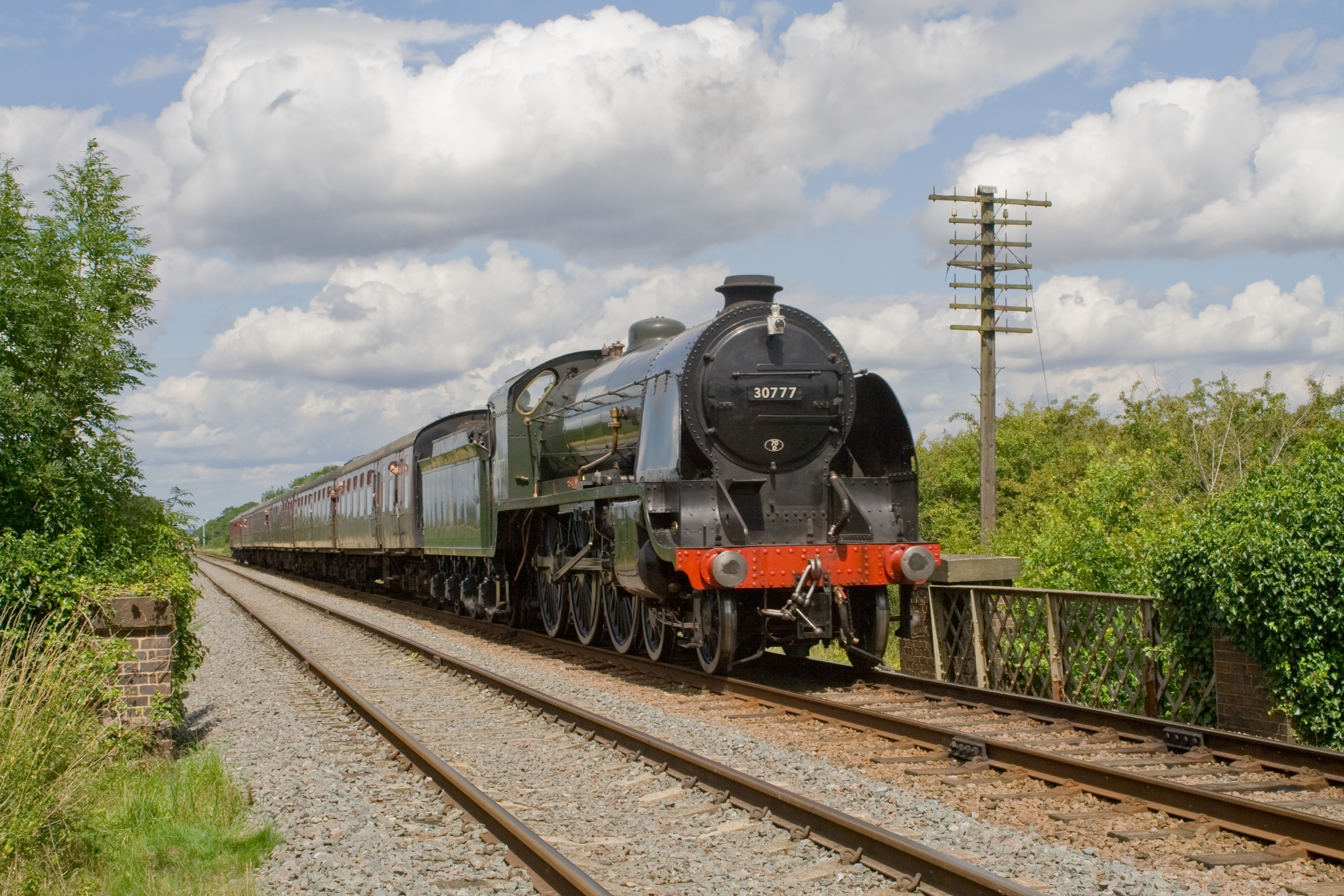
Locomotora 30777 Sir Lamiel de la Clase King Arthur

Robert Urie del Ferrocarril de Londres y del Suroeste (LSWR) introdujo tres clases exitosas, las locomotoras de tráfico mixto de la Clase H15, introducidas en 1914 y construidas hasta 1924, las de la Clase N15 King Arthur, con 74 locomotoras construidas entre 1919 y 1926, y las de la Clase S15, con 45 locomotoras construidas entre 1920 y 1936.
En 1907, Wilson Worsdell del NER construyó diez locomotoras tanque 4-6-0T tipo W. Todos serían reconstruidas a la Clase W1 4-6-2T Pacific entre 1914 y 1917.

#### Era posterior a la agrupación de las compañías ferroviarias
Durante la etapa posterior al agrupamiento de 1923 a 1948, todas las máquinas de las Cuatro Grandes Compañías utilizaron ampliamente la disposición de ruedas 4-6-0, especialmente el Great Western Railway (GWR) y el Ferrocarril de Londres, Midland y Escocés (LMS), quienes continuaron desarrollando nuevos diseños.
Sin embargo, desde principios de la década de 1930, las demandas de más potencia y un mejor rendimiento de las locomotoras de pasajeros exprés llevaron a la introducción generalizada de las locomotoras 4-6-2 Pacific, en las que el eje de arrastre podía soportar un fogón más grande. Dado que la tracción reducida de las ruedas motrices no era una gran desventaja con los trenes de pasajeros relativamente ligeros, el 4-6-0 fue desplazado de los servicios expresos principales en la mayoría de los ferrocarriles donde se habían utilizado, con la excepción del GWR que continuó construyendo tanto máquinas 4-6-0 para tráfico mixto como para trenes expresos hasta su nacionalización en 1948. La Clase Castle del GWR finalmente totalizó 171 locomotoras para trenes expresos, construidas entre 1923 y 1950. El diseño se amplió dando origen a la Clase King, con treinta locomotoras construidas entre 1927 y 1930.
También se introdujeron varios nuevos diseños 4-6-0s para tráfico mixto:
- El Ferrocarril del Sur mejoró la Clase King Arthur del LSWR e introdujo la Clase Lord Nelson, que fue brevemente la locomotora más potente de Gran Bretaña. Se construyeron dieciséis unidades entre 1926 y 1929.
- El LMS presentó la 7P Clase Royal Scot, con 71 unidades construidas entre 1927 y 1930, y la 6P Clase Patriot, con 52 ejemplares construidos entre 1930 y 1934. Todas las Royal Scot y 18 de las Patriot fueron reconstruidas posteriormente en línea con la práctica de William Stanier, y tuvieron mucho éxito con esta configuración.
- La clase 4-6-0 británica más grande y exitosa fue la LMS Clase 5 Black Five, diseñada por Stanier y compuesta por 842 locomotoras, construidas entre 1934 y 1951. Stanier también diseñó la LMS 6P Clase Jubilee, con 191 locomotoras construidas entre 1934 y 1936.

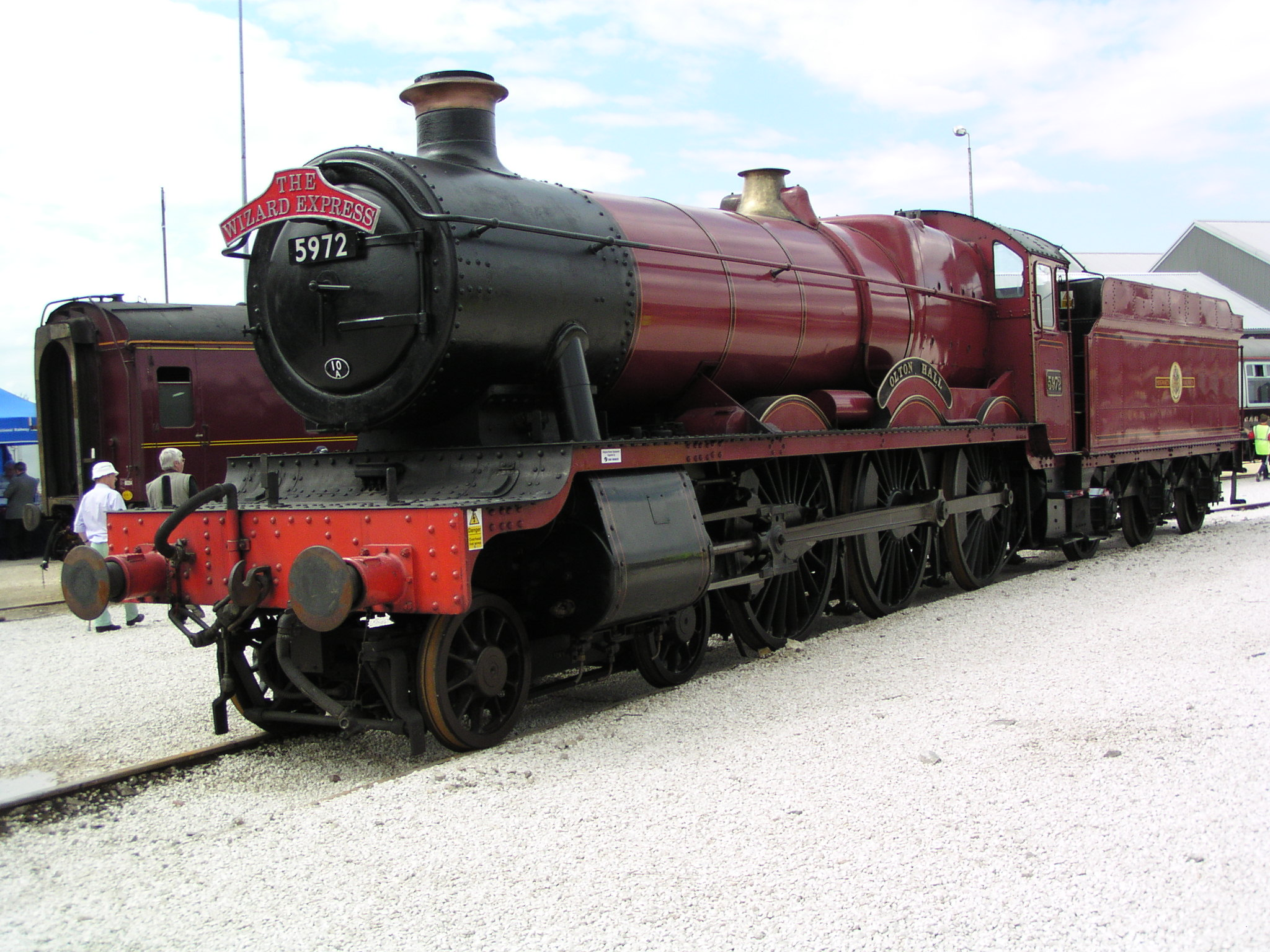
GWR Olton Hall de la Clase Hall, caracterizada como el Expreso de Hogwarts en las películas de Harry Potter

Charles Collett, ingeneiro jefe del GWR, desarrolló a partir de 1902 el diseño de la Clase Saint (originalmente concebida por George Jackson Churchward), en tres clases más:
- La Clase 'Hall, con 259 locomotoras construidas entre 1928 y 1943.
- La Clase Grange, con 80 locomotoras construidas entre 1936 y 1939.
- La Clase Manor, con 30 locomotoras construidas entre 1938 y 1950.

Frederick Hawksworth desarrolló posteriormente el diseño de la Clase Saint, primero con su GWR 6959 Clase Hall Modificada, con 71 locomotoras construidas entre 1944 y 1950, y más adelante con su GWR Clase 1000 County, con 30 locomotoras construidas entre 1945 y 1947.
El LNER heredó un gran número de locomotoras 4-6-0 de sus empresas constituyentes, muchas de las cuales fueron reconstruidas posteriormente, de modo que la empresa finalmente tuvo sesenta clases y subclases diferentes con esta disposición de ruedas. Además, la compañía también presentó dos nuevas clases 4-6-0:
- La Clase B17, diseñada por Nigel Gresley, de las cuales 73 fueron construidas entre 1928 y 1937.
- La Clase B1, diseñada por Edward Thompson, de la que se construyeron 410 unidades entre 1942 y 1952.[31]

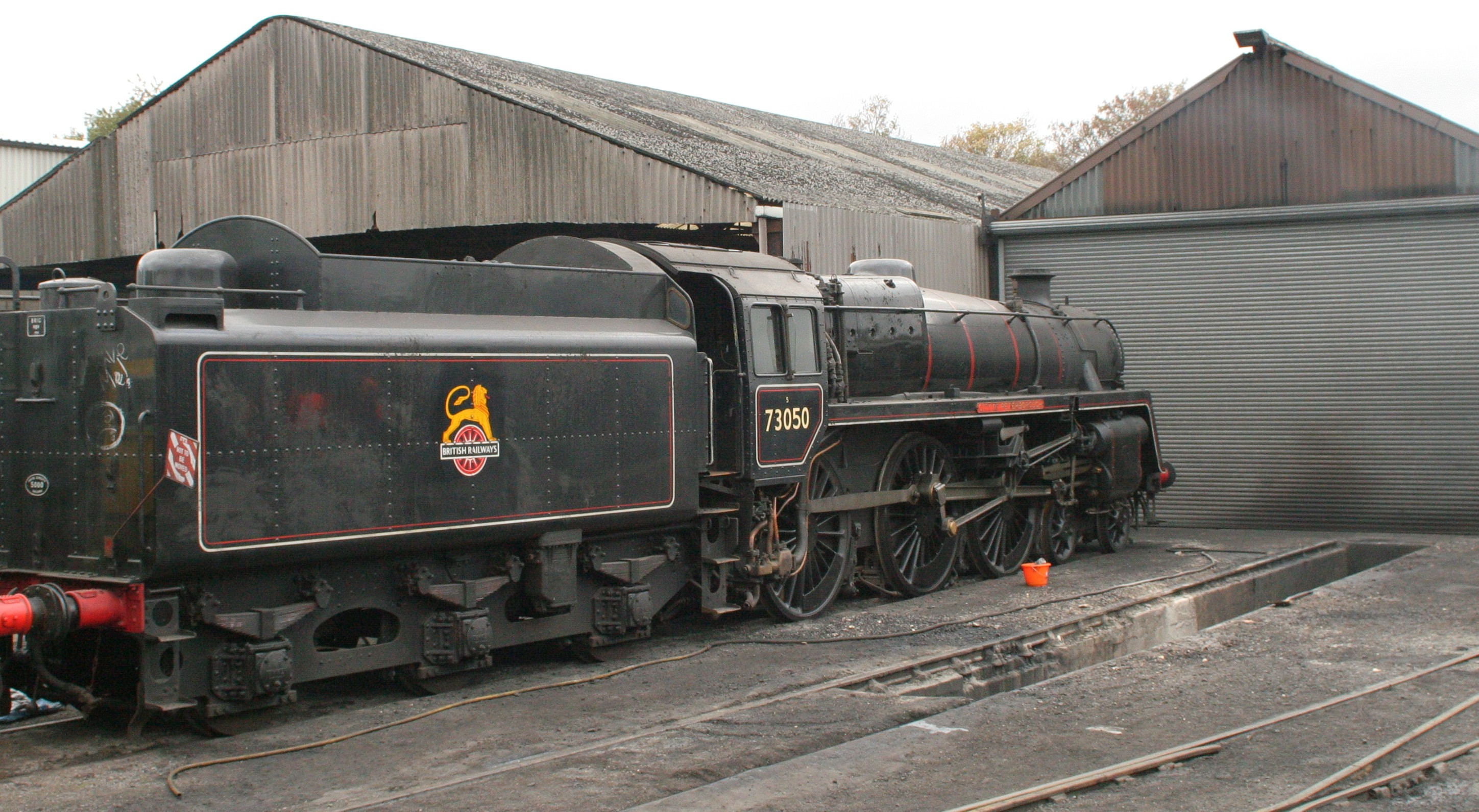
BR Clase Standard 5

#### Era de British Rail
Tras la formación de British Rail en 1948, se introdujeron dos clases más de 4-6-0, ambas en 1951:
- La BR Clase Standard 5 se basó en la exitosa LMS Black Five de Stanier de 1934. En total, se construyeron 172 locomotoras en 1957.
- Un diseño más ligero y menos potente fue la BR Clase Standard 4, de la que se construyeron 80 unidades en 1957.

### Estados Unidos
La primera locomotora 4-6-0 construida en los Estados Unidos fue la Chesapeake, construida por Norris Locomotive Works para el Ferrocarril de Filadelfia y Reading en marzo de 1847. Todavía hay opiniones contradictorias sobre quién fue el diseñador original de este tipo. Muchas autoridades atribuyen el diseño a Septimus Norris de Norris Locomotive Works, pero en un artículo de 1885, George E. Sellers atribuye el diseño a John Brandt, quien trabajó para el Ferrocarril de Erie entre 1842 y 1851.
- Según Sellers, la propia gerencia del Erie no consideró que fuera lo mejor para ellos continuar con la construcción, por lo que Brandt se puso en contacto con Baldwin Locomotive Works y Norris con el diseño. Baldwin tampoco estaba interesado, pero a Norris le gustó la idea. James Millholland de Reading también vio el diseño de la máquina 4-6-0 y le encargó una a Norris para Reading. Sin embargo, es posible que Sellers hubiera malinterpretado parte de la información, ya que Millholland no trabajó para Reading hasta 1848, un año después de que se construyera la locomotora. Además, Sellers se refiere al primer 4-6-0 que se construyó como "Susquehanna", que fue la primera 4-6-0 del Ferrocarril de Erie, no del de Reading.[1]
- La atribución a Septimus Norris se deriva de una patente, supuestamente presentada en 1846, que muchas fuentes citan para este tipo de locomotora. Sin embargo, dicha patente aún no se ha encontrado en búsquedas en la Oficina de Patentes y Marcas Registradas de los Estados Unidos (USPTO). Septimus Norris presentó una patente en 1854 para engranajes rodantes, y la solicitud de patente mostraba una disposición de ruedas 4-6-0 en el dibujo. La redacción de Norris en la patente de 1854 era vaga con respecto a la disposición de las ruedas 4-6-0 y la presentación no reclamaba específicamente la invención de dicha configuración.[1]

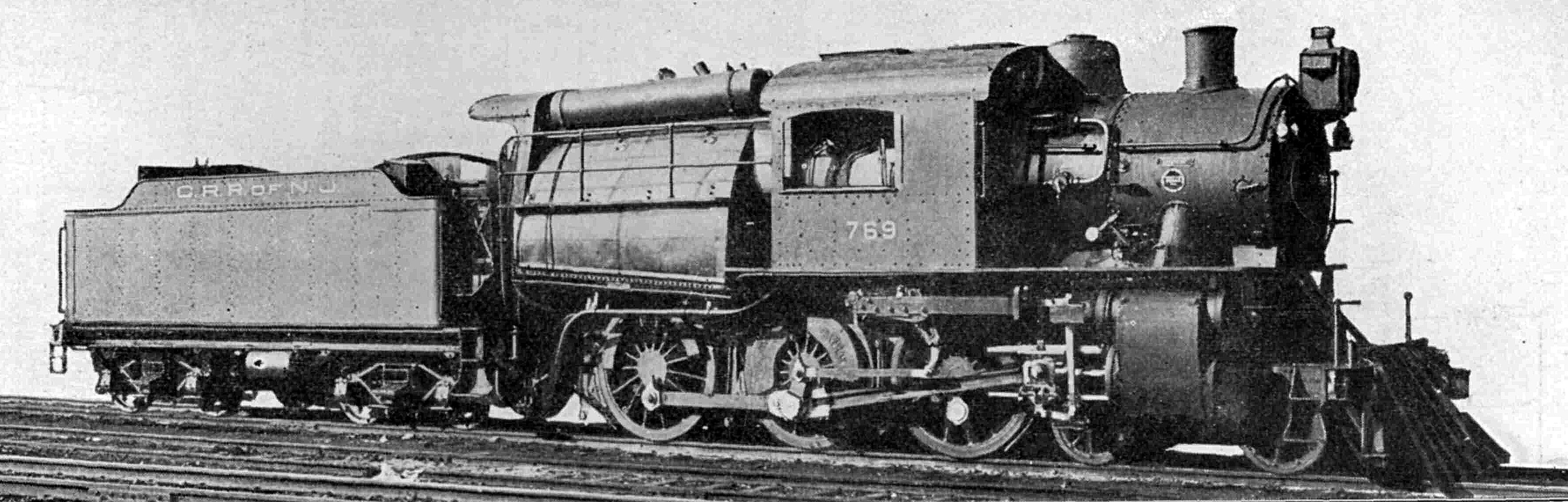
Una locomotora de lomo de camello 4-6-0

Unos días después de que William Norris completara la Chesapeake, Hinkley Locomotive Works completó su primera locomotora 4-6-0, la New Hampshire, para el Ferrocarril de Boston y Maine. El primer 4-6-0 de Rogers Locomotive and Machine Works fue el ya mencionado Susquehanna para el Ferrocarril de Erie. La primera locomotora 4-6-0 de Baldwin no apareció hasta 1852.

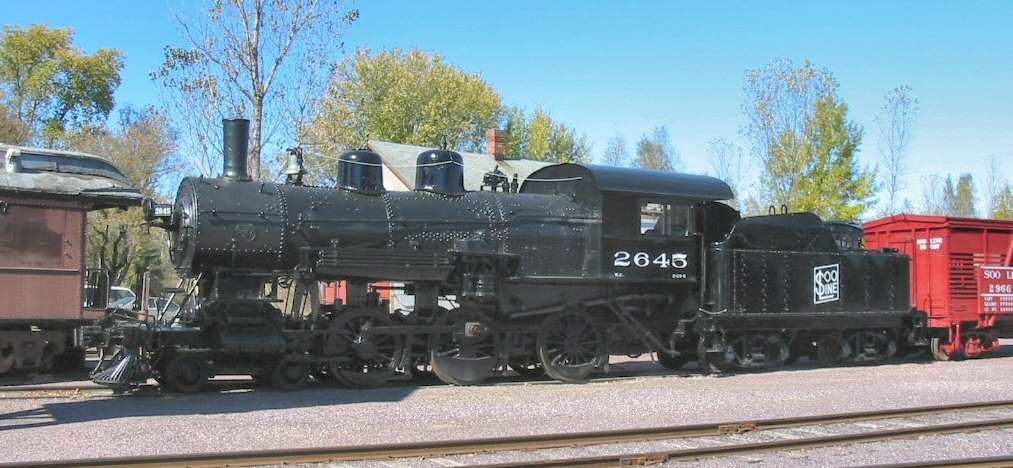
La locomotora Soo Line n.º 2645 de 1900, en North Freedom (Wisconsin)

En la década de 1860 y hasta la de 1870, la demanda de locomotoras con la disposición de ruedas 4-6-0 creció a medida que más ejecutivos ferroviarios pasaron de comprar un solo tipo de locomotora de uso general, como la 4-4-0 American en ese momento, a comprar locomotoras diseñadas para un propósito específico. Tanto el Ferrocarril de Pensilvania (PRR) como el Ferrocarril de  Baltimore y Ohio (B&O) fueron los primeros en adoptar la configuración 4-6-0, usándola tanto para trenes de carga rápidos como para trenes pesados de pasajeros.
También había dos locomotoras de vapor 4-6-0 de vía estrecha de 3 pies, las n.º 72 (n.º 274) y n.º 73 (n.º 275), construidas por Baldwin Locomotive Works en mayo de 1925 para los Ferrocarriles Unidos de Yucatán en México, donde se retiraron en la década de 1960 y finalmente fueron compradas por los diseñadores de Disney Roger E. Broggie y Earl Vilmer por 8000 dólares cada una, para operar en el Ferrocarril de Walt Disney World dando vueltas alrededor del Magic Kingdom en el Walt Disney World Resort en Bay Lake (Florida). La n.º 274 se convirtió en la n.º 1 Walter E. Disney y la n.º 275 pasó a ser la n.º 3 Roger E. Broggie.

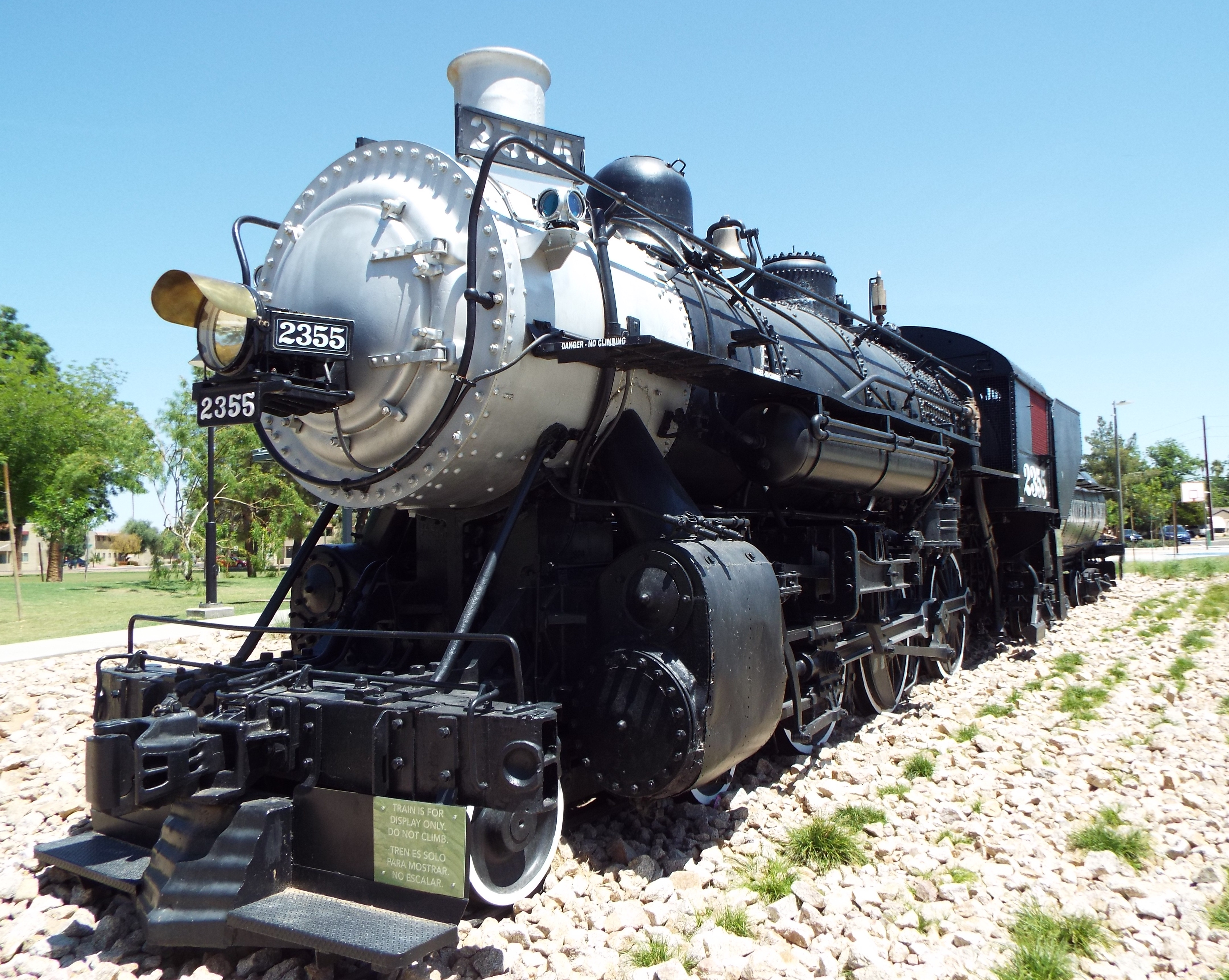
Southern Pacific Railroad (SP) 2355 built in 1912

Una máquina de diez ruedas estadounidense notable es la n.º 382 del Ferrocarril Central de Illinois, la locomotora conducida por Casey Jones en el accidente de un tren de mercancías sucedido en Vaughan (Misisipi) el 30 de abril de 1900, que lo mató instantáneamente. Jones y la locomotora fueron inmortalizados en una canción de Wallace Saunders, que los convirtió en una leyenda americana. Pero después de una carrera llena de acontecimientos, la locomotora fue desguazada en julio de 1935 cuando contaba con 37 años, la misma edad que su maquinista Casey Jones cuando falleció a las 3:52 a. m. del 30 de abril de 1900. Una locomotora del Ferrocarril de Clinchfield, la n.º 99, la reemplazó en 1956 y está en exhibición en el museo de Casey Jones en Jackson (Tennessee).
Hasta donde se sabe, la locomotora 4-6-0 más pesada jamás construida fue la Southern Pacific n.º 2371. Según el Boletín del R&LHS n.º 94, su peso motor era de 242 500 libras (110 t). La clase más pesada de 4-6-0 jamás puesta en producción en serie fue la Pennsylvania Railroad Clase G5 con 90 unidades completadas a mediados de la década de 1920, que eran unas 5500 libras (2,5 t) más ligeras.
Una de las 4-6-0 del B&O, construida en 1869, se conserva en Museo del Ferrocarril B&O en Baltimore. Otro está en el Museo Nacional del Transporte en St. Louis. Y una tercera, la GN 1355 del Gran Ferrocarril del Norte, fue fabricada en 1909 como 4-6-0, pero reconstruida como 4-6-2 Pacific en 1924, y se halla en Sioux City.
La locomotora n.º 40 del Ferrocarril del Norte de Nevada, una 4-6-0 construida en 1910, se ha conservado en el ferrocarril y se la conoce con el apodo de "El tren fantasma de Ely". Debido a su larga historia de funcionamiento en el estado, en 2009 la número 40 fue reconocida como "Locomotora de Vapor Oficial del Estado de Nevada".
La única locomotora preservada de vía estrecha (3 pies (914 mm)) del Ferrocarril del Este de Tennessee y del Oeste de Carolina del Norte (ET&WNC) es la n.º 12, una 4-6-0 alimentada con carbón construida en 1917 por la Baldwin Locomotive Works. Originalmente se usó para transportar pasajeros y carga a través de la línea de 66 millas (106 km) de la ET&WNC que va desde Johnson City sobre los Apalaches a Boone (Carolina del Norte) de 1918 a 1940. Desde 1957, ha estado en operación en el Ferrocarril de Tweetsie, en un parque de atracciones en Blowing Rock.